# Orcera
Orcera es un municipio y localidad de España, en la provincia de Jaén, comunidad autónoma de Andalucía, perteneciente a la comarca de Sierra de Segura.
Tiene una población de 1717 habitantes (INE 2024). Su término municipal, de 126 km², se encuentra seccionado en dos sectores. El enclave suroriental, en el que se sitúa el núcleo de población principal de Orcera, se encuentra dentro del parque natural de las Sierras de Cazorla, Segura y Las Villas; el segundo sector se encuentra en la zona noroccidental de la comarca, limítrofe con la provincia de Ciudad Real.
Los primeros testimonios de población en Orcera se remontan a la Edad del Bronce ( ). Durante la época islámica fue una pequeña alquería dependiente del hins de Saqura (Segura de la Sierra), dependencia que se prolongará durante la Baja Edad Media (cuando tras la conquista cristiana Orcera es adscrita a la Orden de Santiago y a la Encomienda de Segura en calidad de arrabal esta villa) y la Edad Moderna. El momento más singular de la historia de Orcera será su designación en 1748 como capital de la provincia marítima de Segura, creada para el aprovechamiento maderero de estas sierras. La independencia de Orcera con respecto a su villa matriz no se producirá hasta el siglo XIX.
El municipio atesora un discreto patrimonio histórico-artístico, representado en un buen conservado casco antiguo, de arquitectura popular serrana, las torres almohades de Santa Catalina, la iglesia renacentista de Nuestra Señora de la Asunción y la monumental Fuente de los Chorros.
Orcera, dado su emplazamiento en el parque natural más grande de España, tiene muchas zonas pintorescas y parajes interesantes, entre los que hay que mencionar Amurjo, con una enorme piscina fluvial de las más grandes de la región, los Estrechos, las cascadas de la Hueta, la Laguna de Orcera y el río Madera.
El municipio forma parte de la zona de producción del que se ha convertido en el buque insignia de la provincia de Jaén: el aceite de oliva virgen extra, que aquí sobresale por su gran calidad y que se comercializa bajo la denominación de origen «Sierra de Segura».

## Toponimia
El topónimo Orcera deriva del término capeto Ochera que según Emilio de la Cruz entronca con la herencia tardo-genovesa del municipio.

## Geografía física

### Situación
Orcera se encuentra en el nordeste de la provincia de Jaén, a 144 km de la capital de la misma y a 95 km de Úbeda, subcentro provincial de referencia para toda la mitad oriental de la provincia. Pertenece al partido judicial de Villacarrillo y a la comarca natural de la Sierra de Segura, encontrándose Orcera en el centro neurálgico de la misma. El núcleo de población se halla a 795 metros sobre el nivel del mar, en la ladera del cerro de Los Villares. Tiene como referente principal de comunicación la carretera N-322 Bailén-Linares-Albacete, situada a 14 km y con la que enlaza a la altura de Puente de Génave. Su término municipal queda representado en dos hojas del MTN50: 887 (2001) y 865 (2001), apareciendo el núcleo de población principal en la hoja 887. Limita con los siguientes municipios:
| Noroeste: Benatae          | Norte: Benatae           | Noreste: Siles               |
| Oeste: La Puerta de Segura |                          | Este: Benatae                |
| Suroeste Beas de Segura    | Sur: Segura de la Sierra | Sureste: Segura de la Sierra |

### Enclaves
El término municipal de Orcera tiene la particularidad de subdividirse en dos enclaves. El principal, donde se encuentra la capital municipal, es el mayor, y todo él se localiza dentro de los límites del parque natural de Cazorla, Segura y las Villas. El otro se sitúa al noroeste, fuera de los límites del parque, lindando con la provincia de Ciudad Real y en las estribaciones de otra cadena montañosa: Sierra Morena.
Enclave principal
El enclave principal tiene una extensión de 70,81 km² (56,2 % del término municipal), integrándose en su totalidad —como se ha dicho— en los límites del parque natural. De esta manera, el municipio de Orcera aporta un 3,4 % a la superficie total del mismo. El enclave presenta dos zonas diferenciadas. Su parte oriental es muy accidentada desde el punto de vista orográfico, concentrándose aquí las mayores altitudes del municipio: Peña Rubia (1625 m), Engarbo (1595 m), Navalcaballo (1419 m), Los Villares (1209 m). Esta zona está constituida esencialmente por masa forestal (pinares) y atravesada por el caudaloso Río Madera. La parte occidental es la zona de valle, vertebrada por los ríos Orcera y Trujala, siendo el primero tributario del segundo, y éste a su vez del Guadalimar. Es la zona más poblada del municipio, donde se encuentran la cabecera municipal y sus aldeas. Aquí se concentran las tierras de cultivo, destacando en primer lugar el olivar, seguido del cereal y los cultivos de huerta.
Enclave noroccidental
Posee una extensión de 55,19 km² (43,8 % del término municipal). Se encuentra en el noroeste de la comarca, en la margen izquierda del río Guadalmena -que hace de frontera en un buen tramo entre las provincias de Jaén y Ciudad Real-, aguas arriba del embalse de su nombre -parte de cuya superficie forma parte del propio término municipal (5,8 %)-. Este territorio ofrece un paisaje muy diferente al anterior, formado por matorral, pastizal, encinar y pinar disperso. Se trata de una zona más baja, que tiene en el monte de La Marañosa (846 m) su máxima altura, siendo éste el único vértice geodésico de la red del IGN en el municipio.
| Término municipal | Punto geodésico | Altitud | Número | Hoja MTN | Coordenadas                      |
| ----------------- | --------------- | ------- | ------ | -------- | -------------------------------- |
| Orcera            | La Marañosa     | 843,580 | 86506  | 860      | 38°19′N 02°39′O / 38.317, -2.650 |

Fuentes: Instituto Geográfico Nacional de España - IGN

### Clima
| 2009                        | ene | feb | mar | abr | may | jun | jul | ago | sep | oct | nov | dic | Media |
| --------------------------- | --- | --- | --- | --- | --- | --- | --- | --- | --- | --- | --- | --- | ----- |
| Temperaturas medias (°C)    | 6   | 7   | 10  | 13  | 17  | 24  | 26  | 26  | 20  | 16  | 12  | 7   | 15,33 |
| Precipitaciones medias (mm) | 28  | 21  | 32  | 45  | 94  | 33  | 18  | 21  | 35  | 38  | 41  | 23  | 35,75 |

## Naturaleza
La localización de Orcera en el macizo montañoso de la sierra de Segura y la inclusión de buena parte de su término municipal dentro de los límites del parque natural de Cazorla, Segura y las Villas (que con sus 214 000 ha es el más extenso de España), contribuyen a que en este municipio jiennense se pueda disfrutar de un rico entorno natural con enclaves de especial interés.
Amurjo

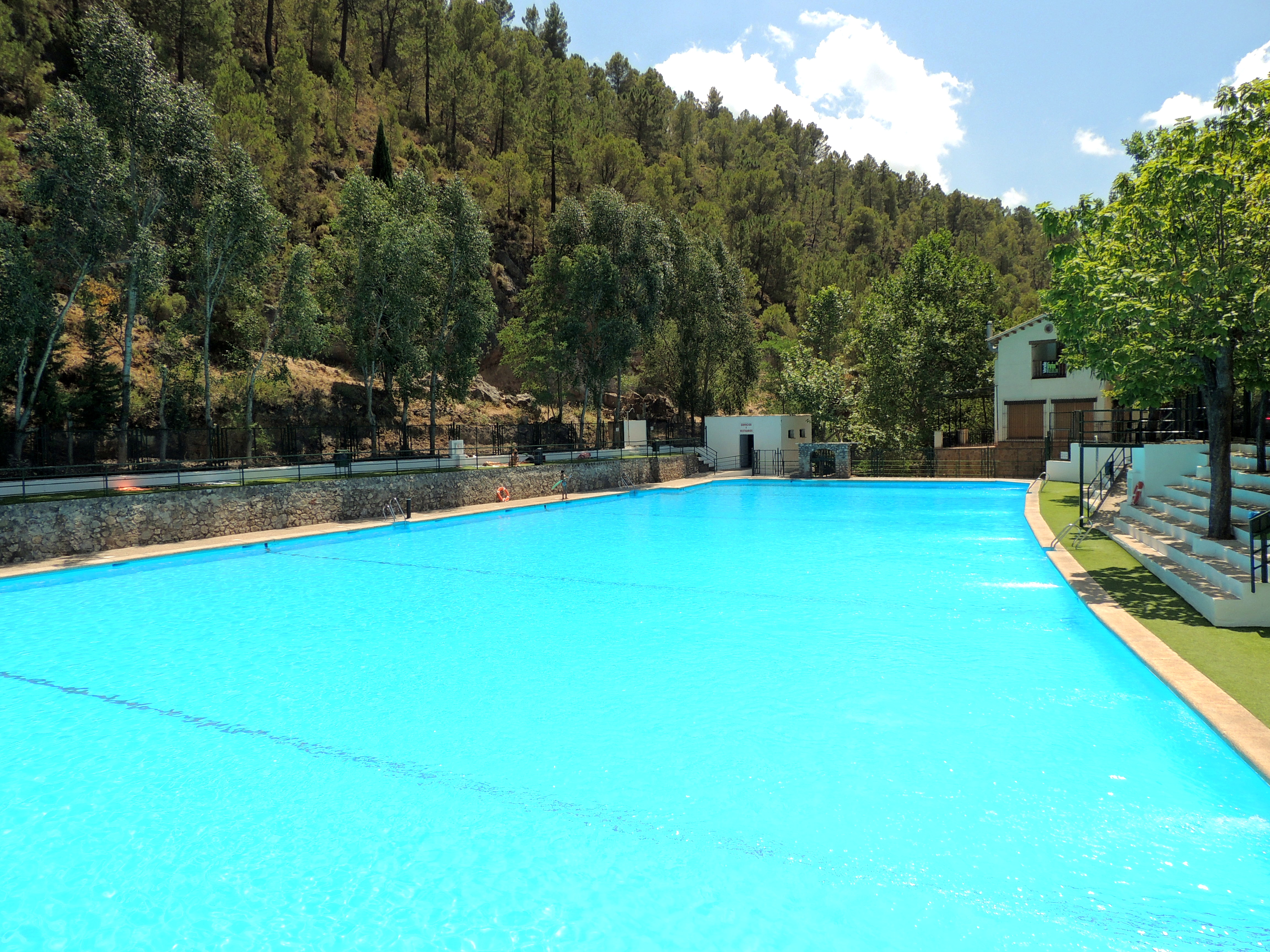
Piscina de Amurjo

Se trata de una antigua piscina natural donde se remansan las aguas del río Orcera. A principios de los años 1990 la titularidad pasa al ayuntamiento de la localidad, que acomete una serie de mejoras para convertirla en la piscina municipal. Llama la atención por su tamaño: 85,5 m de largo por 19,1 m de ancho, lo que la convierte en una de las más grandes de Andalucía, característica que, por otro lado, le ha valido el sobrenombre de «playa de la Sierra de Segura». Se encuentra a un kilómetro del casco urbano.
Cascadas de La Hueta
Junto a la aldea de La Hueta discurre el río Morles. Aguas arriba podemos hallar tres bellos saltos de agua. La primera cascada, que es la más pequeña, tiene fácil acceso. Para las otras dos, más espectaculares, el acceso se complica. La Hueta, donde debemos dejar el vehículo antes de iniciar la ruta senderista, se encuentra a nueve kilómetros de Orcera.
Laguna de Orcera
También llamada Laguna de La Hueta, por encontrarse cerca de esta aldea, se trata de una formación lacustre endorreica dependiente exclusivamente de las precipitaciones, pues no posee vías de emisión o desagüe. Ello supone que en ocasiones muy puntuales llegue a secarse. Se encuentra a 1270 m de altitud en las faldas del calar de Navalperal, rodeada de pinares.

## Historia

### Prehistoria y Edad Antigua
El poblamiento más antiguo del que se tiene constancia en el municipio orcereño corresponde al   (Edad del Bronce), cuando se constata la existencia de una serie de asentamientos de pie de monte en los valles de los ríos Orcera y Trujala: Piedra del Águila, cerro de la Coja, Peñón del Utrero y cerro de la Atalaya. En estos asentamientos se ha encontrado abundante material cerámico. En los dos últimos además existen restos de fortificación, teniendo continuidad en época romana e incluso bajomedieval. Aquí se hallaron una serie de orzas con perfil en «S» que, según opinión de Emilio de la Cruz Aguilar, pudieron dar origen al nombre del pueblo. Algunos identifican este lugar como aquel en que pereció incinerado en una pira por los cartagineses Cneo Cornelio Escipión Calvo, por lo cual fue llamado Rogum Scipionis. Lo cuenta Silio Itálico en su Punicorum bellorum, lib. XIII, vv. 679-692, entre otros autores.
Excelsae turris post ultima rebus in arctis / Subsidium optaram, supremaque bella ciebam. / Fumantes tædas, ac lata incendia passim, / Et mille iniecere faces. Nil nomine leti / De superis queror: haud parvo data membra sepulcro / Nostra cremaverunt, in morte hærentibus armis.

### Edad Media
El actual núcleo de población de Orcera debió fundarse en época islámica, cuando fue una pequeña alquería perteneciente al distrito de Saqura (Segura de la Sierra). Durante la presencia almohade en el sur peninsular (siglo XII), y dada la creciente presión cristiana en la frontera, muchos asentamientos de la sierra de Segura levantaron fortificaciones para vigilancia y defensa. De esta época es el singular conjunto de tres torres vigía, llamadas de Santa Catalina, que se construyeron frente a la población y que complementaban la función militar y defensiva del castillo segureño. Por otra parte, el propio núcleo edificó otra torre en el centro del caserío, cuyos restos constituyen hoy la base de la torre-campanario del templo parroquial de la Asunción.
Orcera fue conquistada hacia 1230 por las tropas cristianas, pero no por caballeros santiaguistas, como casi todo el valle de Segura, sino por caballeros del alfoz de Alcaraz (población de la actual provincia de Albacete). No obstante, fue donada seguidamente a la Orden de Santiago y al Común de Segura, en calidad de arrabal de la villa de Segura de la Sierra, una donación que fue confirmada más tarde por el rey Alfonso XI en 1329. De esta manera, villa matriz y arrabal ligaban sus destinos por muchos siglos, pues la independencia de Orcera como villa no se produciría hasta bien entrado el siglo XIX.

### Edad Moderna
La centralidad geográfica de Orcera en el Común de Segura y su tierra (que prácticamente coincidía con los actuales límites de la comarca de la Sierra de Segura) fue determinante a la hora de convertir a la población en el centro de decisión y epicentro de acontecimientos relevantes en el devenir histórico de esta zona. A las afueras de Orcera se instaló una comunidad de frailes franciscanos que hacia 1534 comenzaron la construcción de un monasterio dedicado a Santa María de la Peña, una talla gótica que, según la leyenda, había sido encontrada en una cueva cercana por un labrador (la imagen se encuentra hoy en la parroquia de Segura de la Sierra y es una de las más antiguas que se conservan en la provincia de Jaén). En la sacristía de dicho monasterio se reunieron los procuradores de las villas del Común para elaborar, entre el 27 y el 29 de julio de 1580, las Ordenanzas del Común de la villa de Segura y su tierra, con el fin de guardar, conservar y administrar los montes de Segura. Estas ordenanzas fueron confirmadas el 5 de julio de 1581 por el rey Felipe II.
Estas Ordenanzas supusieron todo un modelo de autogestión de los recursos forestales y agrícolas del territorio, en un ejemplo de interrelación hombre-naturaleza muy interesante teniendo en cuenta la época en la que nos encontramos. Pero este idilio entre serranos y sierra tenía, por desgracia, fecha de caducidad.
En 1748, reinando Fernando VI, se crea la provincia marítima de Segura, asociada a las intendencias de Marina de Cádiz y Cartagena, con la única intención de expoliar la madera de sus bosques a través de la privatización de los montes. Y es que, a partir de la segunda mitad del siglo XVIII, la madera segureña abasteció buena parte de las necesidades de construcción en la franja meridional del país, especialmente edificios (Fábrica de Tabacos de Sevilla, por ejemplo) y navíos (arsenales de La Carraca en Cádiz y el de Cartagena). Los troncos se transportaban por los ríos Guadalquivir y Segura, cuyas cabeceras se encuentran en estas sierras. Se privó al serrano de su principal medio de vida, y a los bosques, de la protección de los serranos. La provincia marítima de Segura tenía su capital en Orcera, a pesar de que aún seguía siendo arrabal de Segura de la Sierra. En Orcera residía también el ministro de Marina. La provincia tenía una extensión superior a la de la actual provincia de Jaén y abarcaba, además de la sierra de Segura, las subdelegaciones de Alcaraz, Cazorla, Santisteban del Puerto y Villanueva del Arzobispo. En 1836 se suprimió definitivamente la provincia marítima, aunque no la esquilmación de los montes por parte del Estado, que continuó hasta bien entrado el siglo XX.

### Edad Contemporánea
Efectivamente, la conflictividad forestal será una constante a lo largo de los siglos XIX y parte del XX. La política de privatización y gestión estatal de los montes no hizo sino recrudecer los conflictos. En una zona donde se dio una extraordinaria relevancia de la propiedad municipal y, especialmente, de la estatal, en detrimento de la propiedad privada, los ganaderos y agricultores serranos fueron los grandes perjudicados de la política de explotación de montes.
Con la división provincial del ministro Javier de Burgos, en 1833, la villa pasa a ser una localidad de la provincia de Jaén y deja de pertenecer al antiguo Reino de Murcia.
En 1837 Orcera se segrega de Segura de la Sierra, pasando a ser villa independiente.

## Demografía
Cuenta con una población de 1717 habitantes (INE 2024).
| Gráfica de evolución demográfica de Orcera entre 1842 y 2021                                                          |
| |
| Población de derecho según los censos de población del INE. Población de hecho según los censos de población del INE. |

Núcleos de población

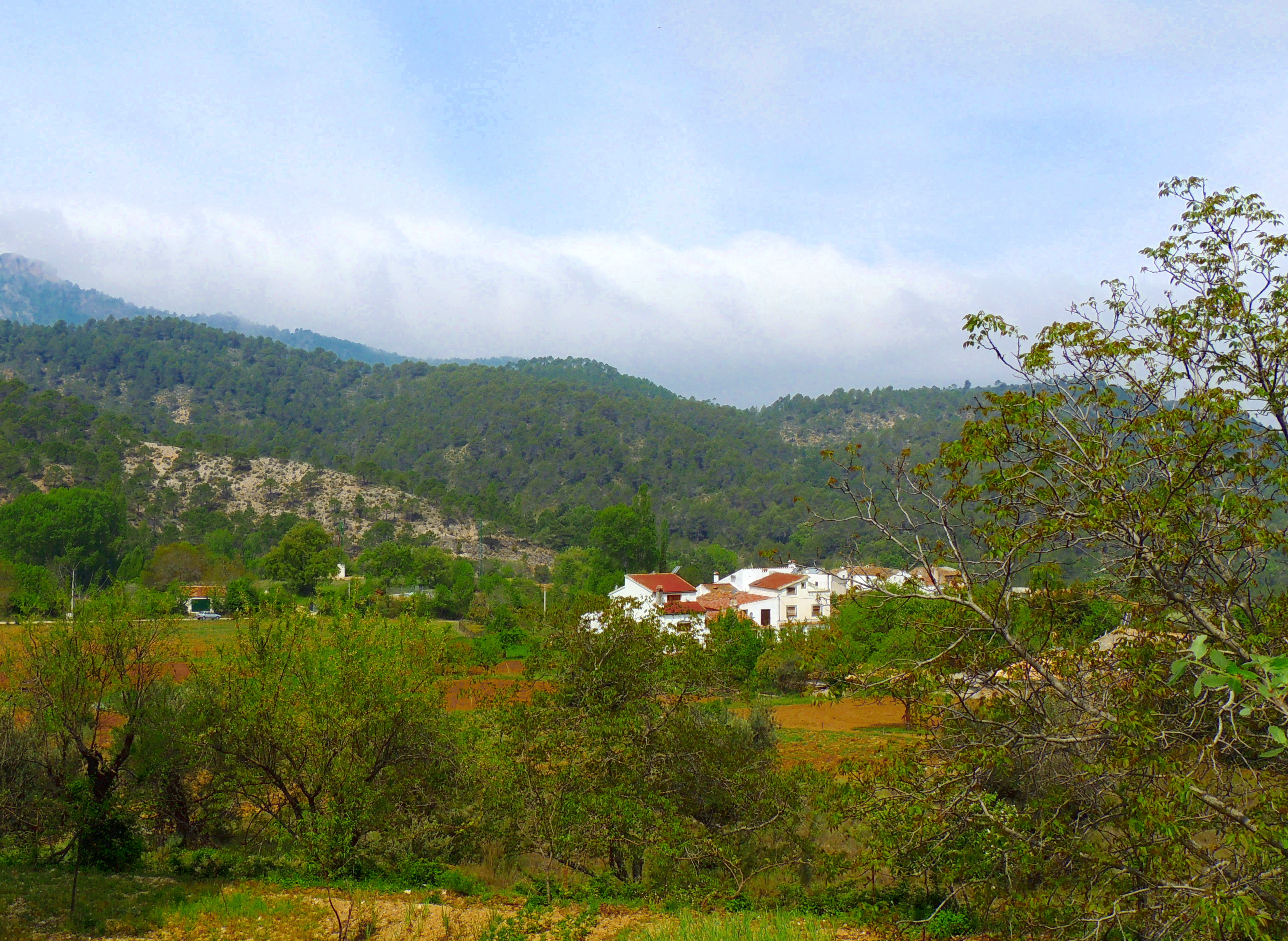
Aldea de La Hueta (Orcera)

La población en el municipio de Orcera se concentra en el núcleo principal o capital municipal (98 %). El resto lo hace en pequeñas aldeas o cortijadas. En la actualidad sólo cuatro de ellas arrojan cifras de población: Valdemarín, con 29 habitantes, es la más poblada con diferencia, seguida de La Hueta con 3 hab. y Los Arroyos y La Marañosa con 1 hab. cada una, aunque hay que decir que la mayoría de esos habitantes son estacionales o bien están empadronados en la aldea pero viven en otro núcleo. Por su parte, Linarejos hace décadas que no arroja cifras de población en el censo y quedó abandonada. La comarca de la Sierra de Segura está cambiando desde hace algunas décadas su modelo de ocupación del territorio, pasando de un poblamiento disperso, típico de algunas áreas de montaña españolas, a otro cada vez más concentrado en los núcleos principales -que por otra parte tampoco ganan efectivos demográficos con este fenómeno- en detrimento de las aldeas y cortijadas, habiendo quedado muchas de ellas completamente abandonadas en los últimos años.
| Núcleos de población      | Habitantes | Habitantes | Habitantes | Habitantes | Habitantes | Distancia (km) |
| Núcleos de población      | 2000       | 2005       | 2010       | 2015       | 2021       | Distancia (km) |
| ------------------------- | ---------- | ---------- | ---------- | ---------- | ---------- | -------------- |
| Orcera (Núcleo principal) | 2116       | 2002       | 1948       | 1873       | 1727       | 0 km           |
| La Hueta                  | 13         | 11         | 5          | 3          | 3          | 9 km           |
| La Marañosa               | 31         | 22         | 6          | 0          | 1          | 26 km          |
| Linarejos                 | 0          | 0          | 0          | 0          | 0          | 5,3 km         |
| Los Arroyos               | 23         | 18         | 12         | 3          | 1          | 14,5 km        |
| Valdemarín                | 75         | 64         | 66         | 40         | 29         | 6 km           |
| Total                     | 2258       | 2117       | 2037       | 1919       | 1761       |                |

Fuentes: INE, Google Earth, Distancias
Evolución demográfica
La evolución de la población en Orcera ha seguido una clara tendencia negativa desde mediados del siglo XX, cuando alcanzó su máxima cifra (4043 hab. en los años 1940). Las dificultades económicas de posguerra y el endémico aislamiento de esta zona de montaña provocaron una sangría migratoria sin precedentes (el municipio perdió 600 hab. en sólo una década en los 1950) hacia regiones más ricas del país como Cataluña. Dicha sangría se mantiene aún hoy pues, si bien se ha ralentizado desde principios de los años 1980, el fenómeno continúa imparable. La falta de servicios a la población se ha paliado sensiblemente en la comarca en las últimas décadas, pero las últimas crisis, la falta de dinamización de la economía local, las consecuentes cifras elevadas de paro y la temporalidad, o las pésimas comunicaciones, no han hecho sino ahondar en un problema que lleva mucho tiempo enquistado, no sólo en Orcera, sino en la sociedad rural española en general.

## Transporte y comunicaciones
Distancias
| Núcleos       | Distancia (km) | Núcleos  | Distancia (km) |
| ------------- | -------------- | -------- | -------------- |
| Villacarrillo | 57             | Albacete | 144            |
| Úbeda         | 88             | Sevilla  | 359            |
| Jaén          | 144            | Madrid   | 293            |

Transporte por carretera
| Identificador | Denominación                    | Observaciones |
| ------------- | ------------------------------- | --- |
| N-322         | Córdoba-Requena                 | Principal vía de acceso a la comarca de la Sierra de Segura. Externa al término de Orcera.                       |
| A-310         | Puente de Génave-Siles          | Eje viario que vertebra la comarca hacia el NE. Conecta la N-322 con el límite de Castilla-La Mancha (Albacete). |
| A-317         | La Puerta de Segura-Vélez Rubio | Eje viario que vertebra la comarca hacia el S-SE. Conecta la A-310 con el límite con la provincia de Granada.    |
| A-6302        | Cruce de Nogueras-Orcera        | Conecta la A-317 con el núcleo de Orcera.                                                                        |
| A-6303        | A-310 - Orcera                  | Conecta la A-310 (cerca de Siles) con Orcera a través de Benatae.                                                |
| JA-9116       | Puente del Aguadero-Orcera      | Conecta la A-317 con Orcera desde el llamado Puente del Aguadero sobre el río Trujala.                           |
| JA-9117       | Orcera-Segura de la Sierra      | Conecta los núcleos urbanos de Orcera y Segura de la Sierra.                                                     |
| JF-7016       | Orcera - A-317A                 | Conecta Orcera con la antigua carretera A-317 por el interior de la sierra.                                      |
| JV-7032       | Segura de la Sierra - JF-7016   | Conecta Segura de la Sierra con la JF-7016 (término de Orcera) cerca de la cortijada de Los Arroyos.             |
| JF-7038       | JF-7016 - Juntas de Miller      | Conecta la JF-7016 (término de Orcera) con las Juntas de Miller (Santiago-Pontones).                             |

## Economía
Orcera ha vivido tradicionalmente de la agricultura, la ganadería y, especialmente, de la actividad forestal, aunque ninguna de estas actividades aglutina hoy al mayor número de ocupados, que se concentran en el sector servicios. No obstante, el cultivo del olivar representa la actividad complementaria más importante de la economía orcereña.

### Sector primario
Según datos de 2017 la superficie cultivada en el municipio asciende a 1897 hectáreas (lo que supone un 15 % de la superficie total del término municipal), de las que 1550 ha (81,7 % de la superficie cultivada) están ocupadas por el principal cultivo: el olivar de aceituna de aceite (variedad picual), en sus dos variantes de regadío y secano. Seguido a gran distancia, el cultivo de trigo ocupa una superficie de 162 ha (8,5 % de la superficie cultivada). Finalmente, en las pequeñas huertas de carácter familiar en las riberas del río Orcera y los Arroyos de Valdemarín y La Hueta se cultivan hortalizas, verduras y frutales, cuya producción, escasa, se destina al mercado local y, fundamentalmente, al autoconsumo.

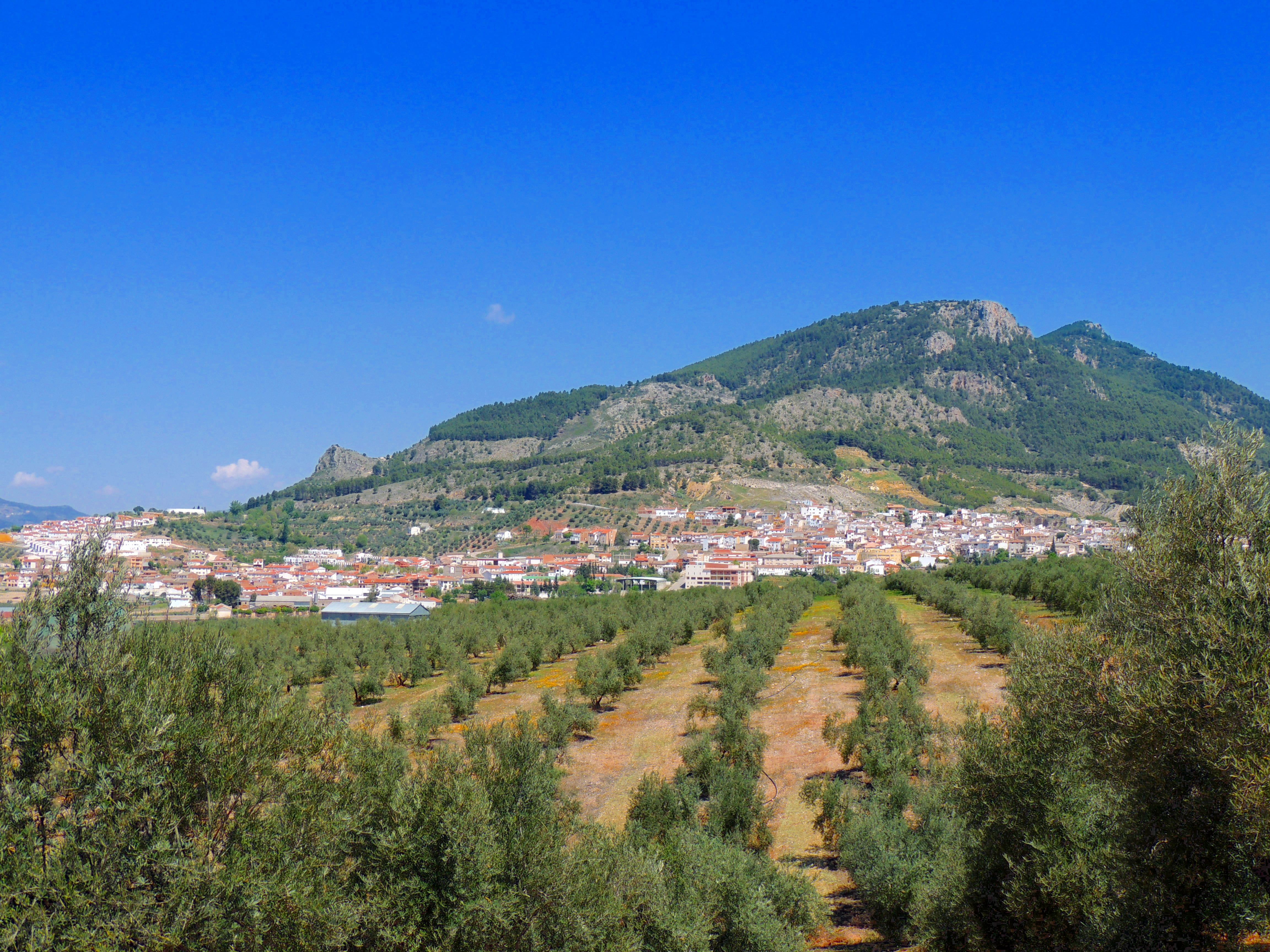
Olivares cerca de Orcera

El aceite de oliva virgen extra que se produce en las dos almazaras del municipio está incluido en la Denominación de Origen Protegida (DOP) de aceites «Sierra de Segura», cuyo Consejo Regulador tiene su sede en La Puerta de Segura y abarca un total de 14 municipios. Esta Denominación de Origen es una de las más antiguas de España, pues fue reconocida oficialmente por el Gobierno de España por Orden de 9 de noviembre de 1979. En 1996 la Unión Europea le confiere la máxima protección que existe para un producto alimenticio europeo: el distintivo de Denominación de Origen Protegida. Se trata de un aceite procedente de olivar calificado «de alta montaña», de variedad picual, color amarillo verdoso, aromas frutados variados y ligeros toques amargos y picantes en el sabor. Algunos aceites producidos en Orcera han ganado varios premios nacionales e internacionales por su gran calidad.
La cabaña ganadera más importante del municipio es la ovina, existiendo en la comarca una variedad propia, la «raza segureña», orientada fundamentalmente a la producción de carne de cordero. Debido a sus excepcionales cualidades, este producto se haya registrado desde 2011 bajo la Indicación Geográfica Protegida (IGP) «Cordero Segureño», que abarca 144 municipios de las provincias de Albacete, Almería, Granada, Jaén y Murcia, entre los que se encuentra Orcera.
Según el censo agrario de 2009 el número de explotaciones ganaderas en el municipio ascienden a nueve, de las que cinco son de ovino, dos de caprino, una de equino y otra de aves.

### Sector secundario
La actividad manufacturera es escasa en Orcera y emplea en torno al 10 % de la población ocupada. Existen un total de 31 empresas en el municipio relacionadas con este sector. La principal actividad es la transformación de la madera de sus montes en el único aserradero del municipio (donde se producen palés, cajas y viruta de madera) y varias carpinterías, seguida de lejos en puestos de trabajo por la elaboración del aceite de oliva (dos almazaras), dos carpinterías metálicas, dos empresas de confección textil, una de elaboración de dulces artesanos y otra de artes gráficas. La crisis económica de 2008 supuso un varapalo para las empresas del sector de la construcción. A pesar de ello, aún subsisten hasta un total de 13 en el municipio, relacionadas algunas de ellas con la actividad extractiva y los materiales de construcción.
Para el establecimiento de las empresas, el ayuntamiento de la localidad liberó suelo para construir un polígono industrial, denominado de «Las Pichardas», ubicado a la salida de la población por la carretera JA-9116.

### Sector terciario
La mayor parte de la población activa en el municipio, un 40 % aproximadamente, se emplea en este sector que, por otro lado, también presenta el mayor número de establecimientos: 63 en el año 2017. La principal actividad es el comercio minorista, siendo los negocios más abundantes los relacionados con la alimentación, seguidos de los de estética y peluquería y talleres mecánicos. La rama de la hostelería es importante en el municipio con 17 establecimientos que incluyen bares y restaurantes, casas rurales y un hostal de 2 estrellas. Finalmente, las empresas de transporte de mercancías y viajeros suman un total de 5.
Las oficinas bancarias que tienen sucursal en Orcera son tres: un banco y dos cajas de ahorros.

### Evolución de la deuda viva municipal
El concepto de deuda viva contempla sólo las deudas con cajas y bancos relativas a créditos financieros, valores de renta fija y préstamos o créditos transferidos a terceros, excluyéndose, por tanto, la deuda comercial.
| Gráfica de evolución de la deuda viva del Ayuntamiento de Orcera entre 2008 y 2024      |
|                                                                                         |
| Deuda viva del Ayuntamiento, en miles de euros, según datos del Ministerio de Hacienda. |

## Símbolos
Escudo

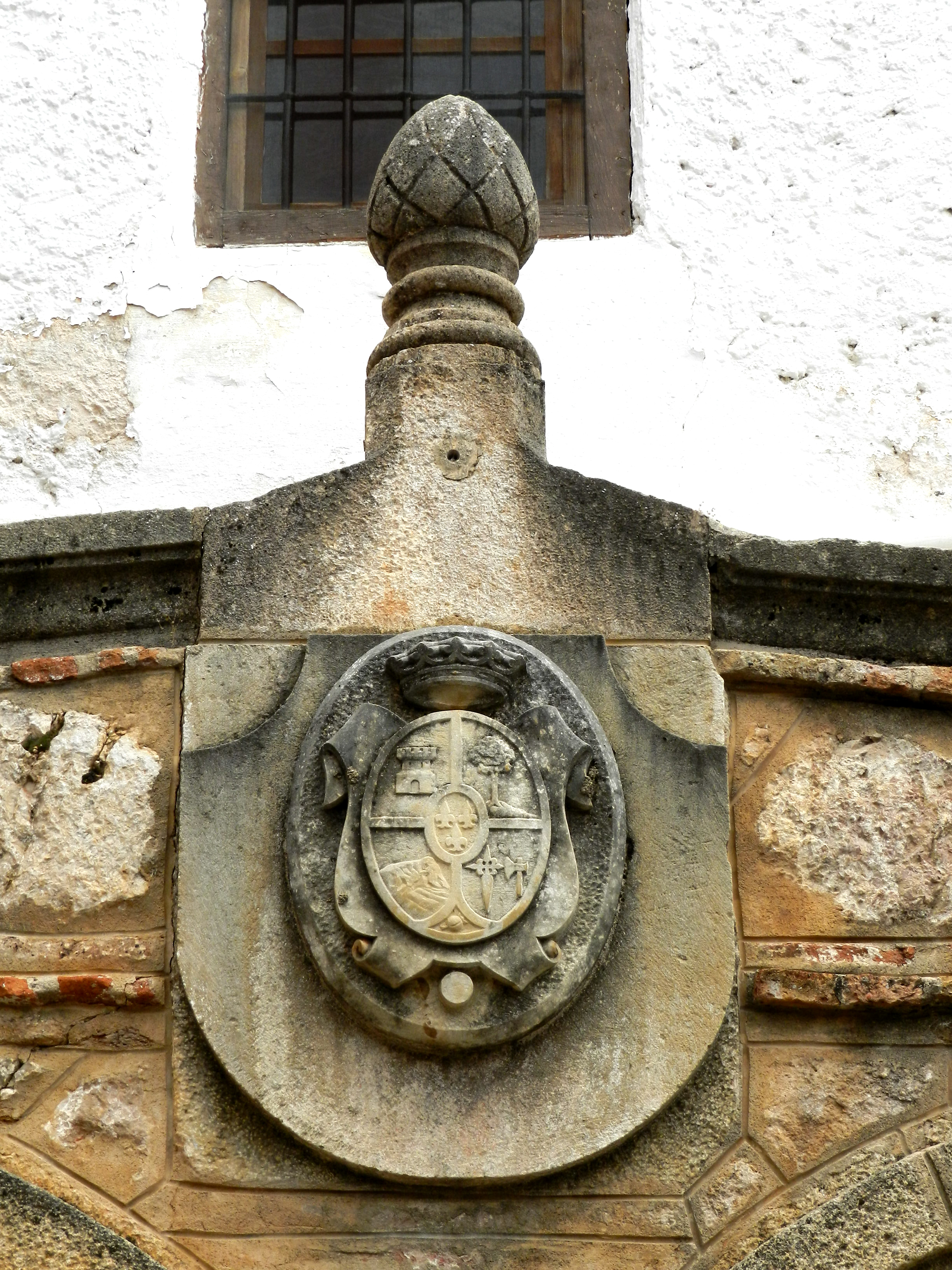
Escudo de Orcera en piedra situado en la Fuente de los Chorros

Orcera se independiza de Segura de la Sierra en 1837. Se ponía así punto final a una relación de subordinación a la histórica villa en calidad de arrabal que había durado desde la reconquista de la zona en el siglo XIII. La recién adquirida independencia implicó la elección de unas nuevas armas para el incipiente municipio que, en realidad, difirieron poco de las de su antigua villa matriz, salvo por la inclusión de las tres flores de lis en el centro, una granada en punta y una cruz de Santiago en el cuarto cuartel, junto al hacha. La descripción del escudo es la siguiente:

Cuartelado en cruz y entado en punta. I: En gules: un castillo de oro, almenado y mazonado de sable. II: En oro, un pino sobre terraza, al natural. III: En plata una montaña de su color. IV: En oro, una cruz de Santiago y un hacha de gules, puestas en faja. En punta, de plata, una granada al natural, rajada de gules, tallada y hojada de sinople. Sobre el todo, escudete oval de azur con tres lises de oro, y bordura de gules. Contorno hispano-francés u oval, que debería adoptar el español, y corona real cerrada.

En cuanto a la explicación de las piezas del blasón:
- El castillo hace referencia al de Segura de la Sierra y al sistema defensivo de torres vigías en el valle (Torres de Santa Catalina, ya en el término de Orcera) y simboliza la defensa de la población.
- El pino refleja la riqueza forestal de la zona.
- La montaña indica la orografía abrupta en la que se encuentra Orcera, en plena sierra de Segura.
- La cruz de Santiago se incluyó por la pertenencia durante siglos de Orcera y el resto de poblaciones de la comarca a la Orden de Santiago y Encomienda de Segura de la Sierra. En cuanto al hacha, podría tener dos significados: por un lado militar, dado que la zona fue durante mucho tiempo frontera con el reino nazarí de Granada; por otro, también forestal, pues es la herramienta con la que los pineros cortan la madera, actividad y oficio tan representativos de la sierra de Segura desde tiempos ancestrales.
- El escudete de lises y la granada son un tributo a la monarquía y la Casa de Borbón, debido a que Orcera se independiza de Segura de la Sierra bajo el reinado de Isabel II.

## Organización político-administrativa
La administración local del municipio de Orcera se realiza a través de su ayuntamiento, de gestión democrática, cuyos componentes se eligen cada cuatro años por sufragio universal. El censo electoral está compuesto por todos los residentes empadronados en Orcera mayores de 18 años así como los del resto del territorio nacional y de la Unión Europea. La Ley Orgánica del Régimen Electoral General estipula en su artículo 179 el número de concejales de cada municipio atendiendo a la población del mismo. 

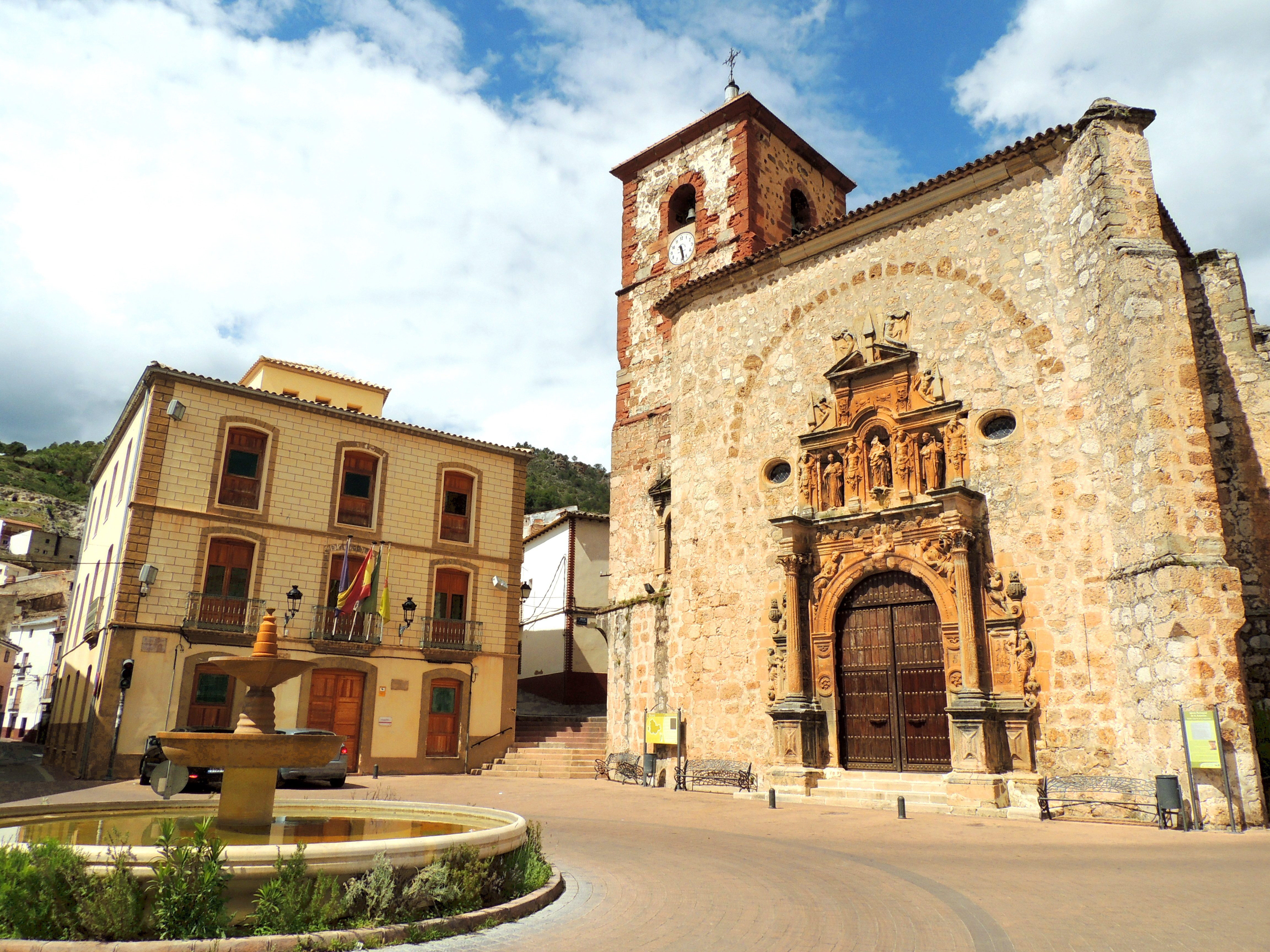
Ayuntamiento y templo parroquial que presiden la plaza de la Iglesia

Para el caso de municipios como Orcera, de 1001 a 2000 habitantes, se asignan 9 concejales.
Las áreas de gobierno municipales son las siguientes:
- Infraestructuras, Urbanismo y Festejos.
- Bienestar Social, Personal, Educación Y Nuevas Tecnologías.
- Hacienda, Cultura y Seguridad.
- Turismo, Medio Ambiente y Agricultura.
- Juventud y Deportes.

### Elecciones municipales
| Elecciones municipales desde 1979                     |      |      |      |      |      |      |      |      |      |      |      |      |
|                                                       | 1979 | 1983 | 1987 | 1991 | 1995 | 1999 | 2003 | 2007 | 2011 | 2015 | 2019 | 2023 |
| PSOE                                                  | 1    | 3    | 3    | 6    | 7    | 7    | 8    | 5    | 6    | 6    | 6    | 6    |
| AP/PP                                                 | -    | 7    | 7    | 4    | 4    | 3    | 4    | 5    | 5    | 3    | 3    | 3    |
| IND                                                   | 8    | -    | -    | -    | -    | -    | -    | -    | -    | -    | -    | -    |
| PCE/IU                                                | 0    | 1    | 1    | 0    | 0    | 1    | 1    | 1    | 0    | 0    | -    | -    |
| PA                                                    | -    | -    | -    | 1    | -    | -    | -    | -    | -    | -    | -    | -    |
| UCD                                                   | 2    | -    | -    | -    | -    | -    | -    | -    | -    | -    | -    | -    |
| En negrilla el partido más votado                     |      |      |      |      |      |      |      |      |      |      |      |      |
| Fuente:Datos de las elecciones municipales desde 1979 |      |      |      |      |      |      |      |      |      |      |      |      |

### Alcaldes
| Periodo   | Nombre                                                                                 | Partido                                                                 |
| --------- | -------------------------------------------------------------------------------------- | ----------------------------------------------------------------------- |
| 1979-1983 | Ramón de La Parra Sánchez                                                              | IND.                                                                    |
| 1983-1987 | Ramón de La Parra Sánchez                                                              | 1983-1989                                                               |
| 1987-1991 | Vicente Cózar Ruiz                                                                     | 1983-1989                                                               |
| 1991-1995 | Moisés Muñoz Pascual                                                                   |                                                                         |
| 1995-1999 | Moisés Muñoz Pascual                                                                   |                                                                         |
| 1999-2003 | Joaquín Zorrilla Grimaldos                                                             |                                                                         |
| 2003-2007 | Joaquín Zorrilla Grimaldos                                                             |                                                                         |
| 2007-2011 | Manuel Navarro Garrido 2008: Juan Pedro Zorrilla López 2008: Gregorio Linares Zorrilla | Logo del PP desde 2008 hasta 2015. · Logo del PP desde 2008 hasta 2015. |
| 2011-2015 | Sergio Rodríguez Tauste                                                                |                                                                         |
| 2015-2019 | Sergio Rodríguez Tauste 2017: Juan Francisco Fernández López                           |                                                                         |
| 2019-2023 | Juan Francisco Fernández López                                                         |                                                                         |
| 2023-act. | Juan Francisco Fernández López                                                         |                                                                         |

## Equipamientos y servicios públicos

### Educación

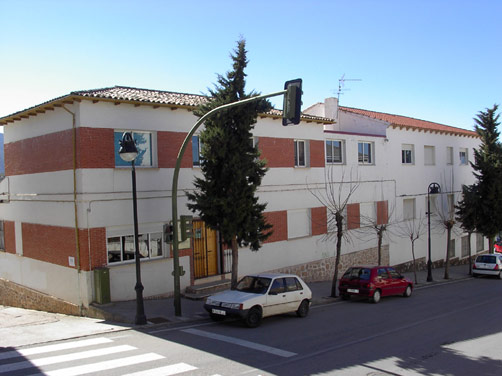
Centro de Profesorado (CEP) de Orcera

La infraestructura educativa del municipio de Orcera es de carácter público. Los diferentes centros están gestionados por la Consejería de Educación de la Junta de Andalucía (colegio de primaria, instituto de secundaria, centro de adultos) y por el Ayuntamiento de la localidad (escuelas municipales de educación infantil, música e idiomas). Son los siguientes:
- Escuela Municipal Los Pinos, educación infantil
- Colegio Público Rural Santa María de la Peña, educación primaria
- Instituto de Enseñanza Secundaria Gandhi, educación secundaria
- Centro de Educación Permanente Peñalta, educación de adultos
- Escuela municipal de música de Orcera
- Escuela municipal de idiomas de Orcera

En la localidad se encuentra también el Centro de Profesorado (CEP), al cual se encuentran adscritos todos los centros públicos educativos dependientes de la Consejería en la comarca de la Sierra de Segura.

### Sanidad
El servicio público de atención sanitaria en el municipio de Orcera está gestionado por la Consejería de Salud de la Junta de Andalucía a través del Servicio Andaluz de Salud (SAS). Orcera pertenece al distrito sanitario Jaén Nordeste, con sede en Úbeda. La localidad constituye una zona básica de salud. Al Centro de Salud de Orcera se hallan adscritos los consultorios de todos los municipios de la comarca de la Sierra de Segura, salvo Beas de Segura y Santiago-Pontones. La infraestructura sanitaria que utilizan los habitantes del municipio es la siguiente:
- Centro de Salud de Orcera. Atención primaria. Urgencias.
- Hospital de Alta Resolución «Sierra de Segura» (Puente de Génave). Atención especializada.
- Hospital «San Juan de la Cruz» (Úbeda). Atención especializada.

En Orcera existe también una farmacia.

### Bienestar social

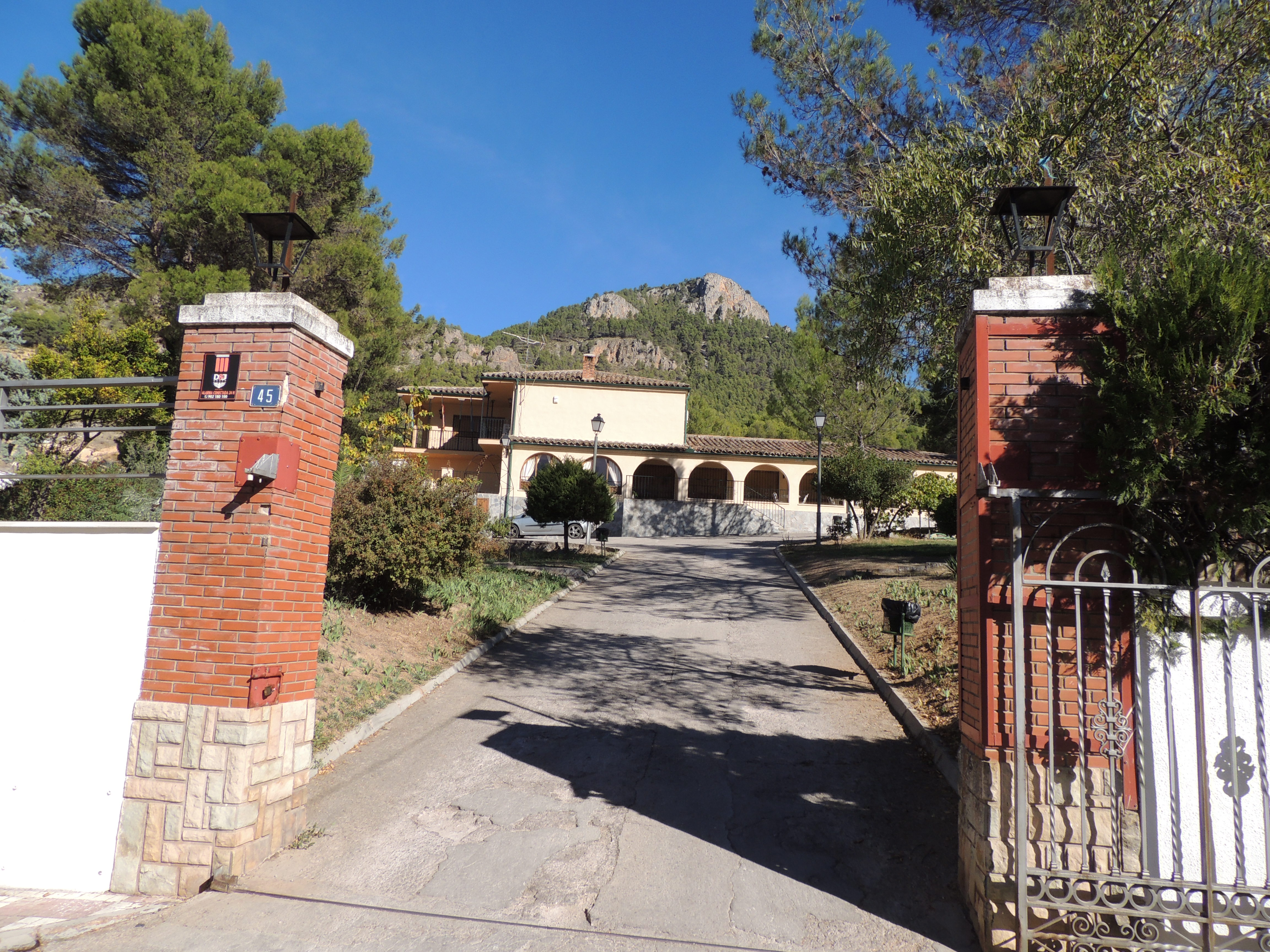
Residencia de personas mayores «Fundación Peñalta» (Orcera)

La oficina de Servicios Sociales del Ayuntamiento de Orcera tiene su referente en la sede comarcal del Centro de Servicios Sociales Comunitarios de La Puerta de Segura, dependiente de la Diputación Provincial de Jaén. Se encarga de detectar e intentar dar solución a los problemas de la ciudadanía, especialmente de los sectores más desfavorecidos.
Del Ayuntamiento de la localidad dependen el Hogar del Pensionista y la Residencia de personas mayores «Fundación Peñalta», esta última con un total de 59 plazas y 10 más en la Unidad de Estancia Diurna.

### Seguridad ciudadana
Para velar por la seguridad ciudadana existen en el municipio dotaciones de Policía local (dos agentes) y Guardia Civil, dependientes del Ayuntamiento y del Ministerio del Interior, respectivamente.
La Diputación Provincial de Jaén colabora en la prestación del Servicio de Prevención, Extinción de Incendios y Salvamento (SPEIS) mediante el Consorcio Comarcal de Bomberos «Sierra de Segura» con sede en Orcera. El parque de bomberos se encuentra a las afueras de la localidad, en el polígono industrial «Las Pichardas» y, además de la extinción de incendios, presta su servicio en casos de emergencia: accidentes, rescates, catástrofes, etc. Su ámbito de actuación abarca todos los municipios de la comarca de la Sierra de Segura, más los de Chiclana de Segura, Montizón y Sorihuela del Guadalimar.
En Orcera se encuentra uno de los Centros de Defensa Forestal (CEDEFO) dependientes de la Junta de Andalucía -hay un total de cuatro en la provincia de Jaén-. En el parque natural de Cazorla, Segura y las Villas existen dos: el de Vadillo-Castril en Cazorla y el de Navalcaballo en Orcera (carretera JF-7016). Los CEDEFO tienen como funciones principales la prevención y extinción de incendios forestales.

### Abastecimiento

#### Servicio eléctrico
El suministro de electricidad al municipio se realiza desde la Central Hidroeléctrica del embalse del Tranco, que abastece a toda la comarca y está gestionada por la compañía Endesa. Dicha compañía habilitó en 2012 una nueva línea de alta tensión entre la central y la localidad de Orcera, donde construyó una subestación que ha mejorado sensiblemente el servicio eléctrico en la zona norte de la comarca. El consumo de energía eléctrica en Orcera fue de 5241 MWh en 2017, de los cuales 2474 fueron de consumo residencial.

#### Abastecimiento de agua potable. Tratamiento de aguas residuales
El abastecimiento de agua potable al municipio de Orcera se realiza mediante dos sondeos y dos manantiales. El principal sondeo de captación de aguas es el de «Amurjo», que abastece a la localidad de Orcera, y que tiene un caudal de 15,62 l/s. Existe otro en la aldea de Valdemarín, con 3,98 l/s. Entre ambos aportan el 53 % de agua del suministro. Los dos manantiales son el de Linarejos y el de La Hueta, que suponen el 47 % del suministro.
En cuanto al tratamiento de aguas residuales, existe en la localidad una estación depuradora de aguas residuales (EDAR).

### Residuos urbanos
La empresa Resurja (Residuos Urbanos de Jaén S.A.), surgida de la mano de la Diputación Provincial, es la encargada de la gestión integral de todos los servicios ligados a los residuos urbanos –recogida, tratamiento y eliminación– en los municipios de la provincia de Jaén, agrupados en consorcios. El municipio orcereño pertenece al consorcio «Condado, Segura y Las Villas». La planta de transferencia de residuos más cercana se encuentra en el vecino municipio de La Puerta de Segura.
Por otro lado, y gestionado por la misma empresa, se encuentra en el término municipal de Orcera el punto limpio comarcal, instalación de depósito de residuos no peligrosos que no pueden recogerse a través del servicio convencional. Su ubicación se halla en el punto kilométrico 1 de la carretera A-317 Puente de Génave-Vélez Rubio.

## Cultura

### Patrimonio
Casco antiguo
Orcera posee una interesante arquitectura popular serrana. El casco antiguo de la población se desparrama por las faldas del cerro de Los Villares adaptándose plenamente al medio, con callejuelas estrechas, de trazado intrincado y de inconfundible regusto islámico. Las casas están construidas con muros de mampostería encalada y tienen de dos a tres alturas, complicados volúmenes, asimétricos vanos, artísticas chimeneas de ladrillo y teja árabe. Esta zona urbana, dividida en barrios como los de Santo Bastián, Las Charcas o El Peñasco, constituye la parte más antigua de la localidad, de origen medieval, perfectamente delimitada por tres ejes de crecimiento urbano entre los siglos XVI y principios del XX: las calles Genaro de la Parra, Wenceslao de la Cruz –entre las cuales se inserta la plaza de la Iglesia–, y la calle San José. Aquí se desarrolla un tipo de arquitectura doméstica muy diferente a la anterior, caracterizada por casas de estilo ecléctico surgidas muchas de ellas al calor de los prósperos negocios relacionados con la madera a finales del siglo XIX y principios del XX y pertenecientes, por tanto, a una burguesía adinerada que refina estas construcciones con artísticas molduras y rejerías, azulejería, balaustradas, etc. De entre todas, destaca sin duda el pequeño palacete que se levanta en la calle Genaro de la Parra, n.º 5, que presenta torres de diferentes alturas en los laterales.

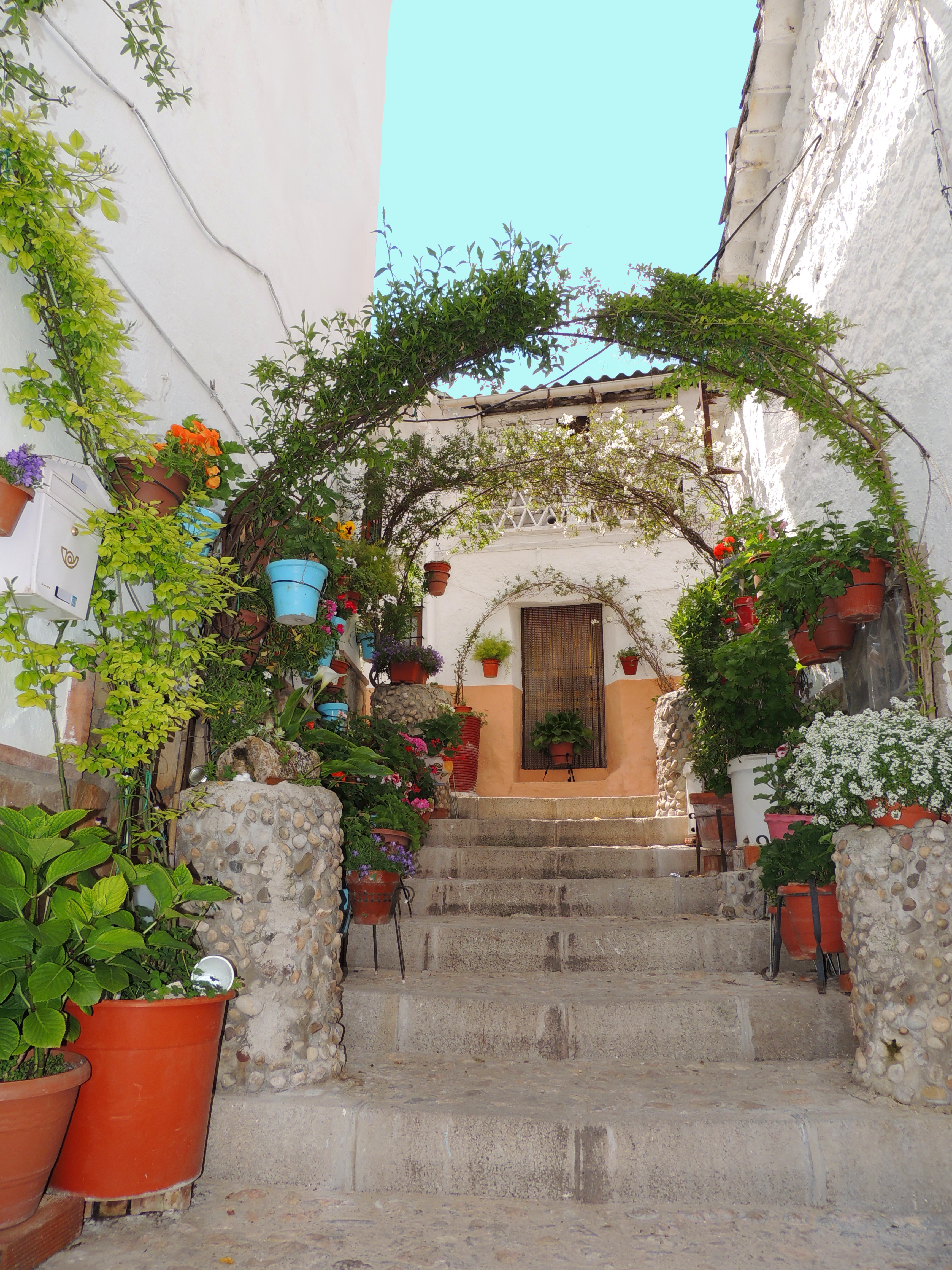
Calle del casco antiguo de Orcera
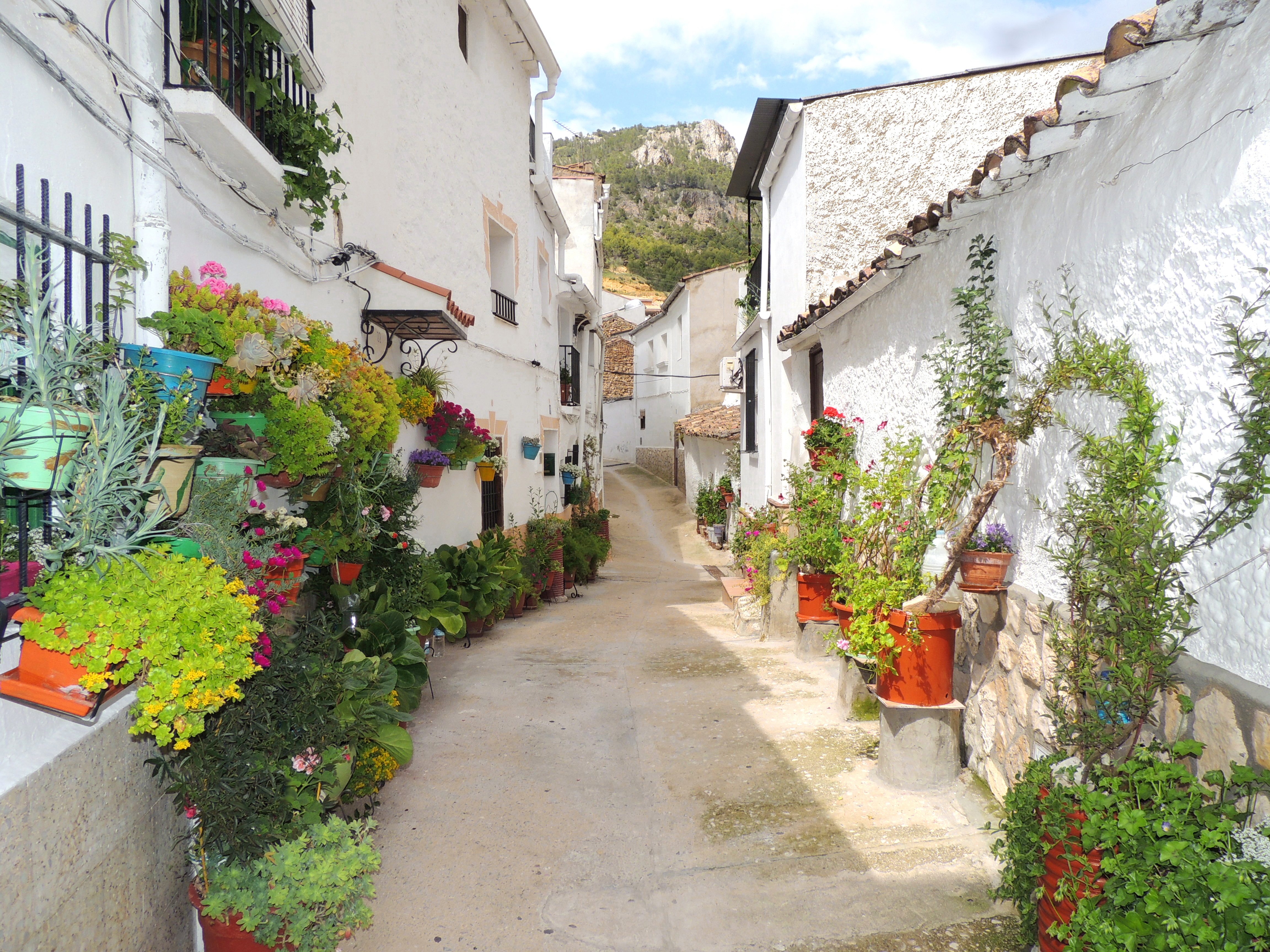
Calle típica de Orcera
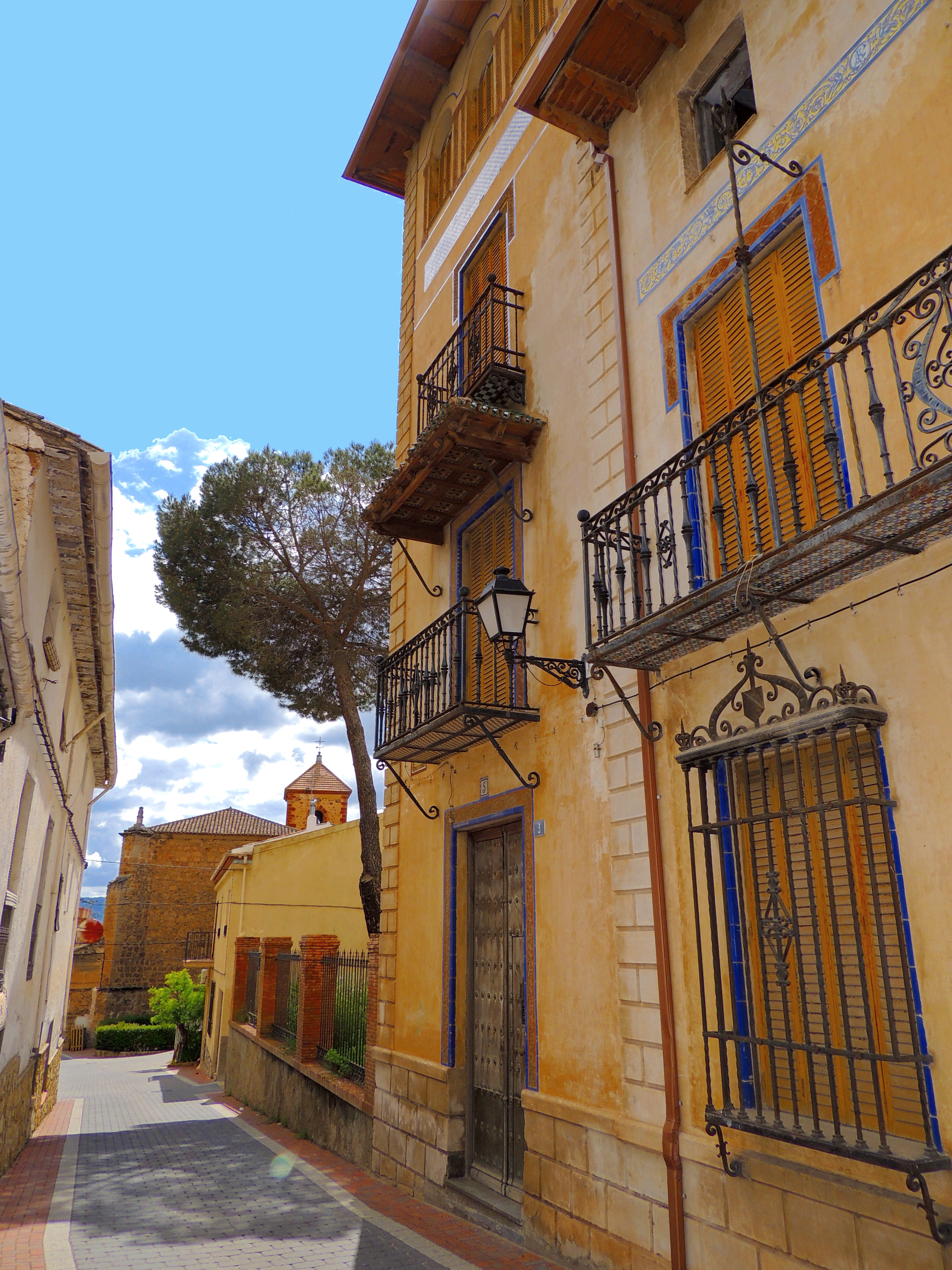
Palacete en calle Genaro de la Parra, n.º 5, en Orcera

Iglesia de Nuestra Señora de la Asunción
En la década de 1530 comienza a construirse en la actual plaza de la villa un nuevo templo parroquial que venía a sustituir a otro anterior medieval bajo la advocación de San Mateo. Las obras finalizan en torno a 1570. Tendrá que ser reparado en dos ocasiones, en 1817 tras la invasión napoleónica y en 1939, finalizada la guerra civil. El edificio es de una sola nave, dividida en cuatro tramos, separados por arcos fajones de medio punto que apoyan en semicolumnas dóricas, y cubiertos con bóvedas de terceletes. Posee capillas laterales. El elemento más interesante es su magnífica portada manierista, trasladada desde su emplazamiento original: la fachada de la iglesia del monasterio franciscano de Nuestra Señora de la Peña, que se encontraba a las afueras de Orcera (en el camino de Benatae, donde hoy se levanta la plaza de toros de la localidad), y que fue suprimido en la desamortización de Mendizábal, quedando más tarde en ruinas. Del último tercio del siglo XVI, esta portada está dividida en dos cuerpos. En el primero se abre la puerta de arco de medio punto enmarcada por columnas corintias, con figuras alegóricas de la Fe y la Esperanza en las enjutas. En el cuerpo superior, triple hornacina con la Virgen con el Niño en el centro y San Juan y Santiago a los lados, separados por atlantes. Remata el conjunto un frontón triangular partido con pináculo. Es muy interesante el programa iconográfico de esta portada-retablo, con un lenguaje que mezcla lo cristiano y lo pagano y compagina arcaísmos con refinamientos. Este edificio fue declarado BIC en 1985.

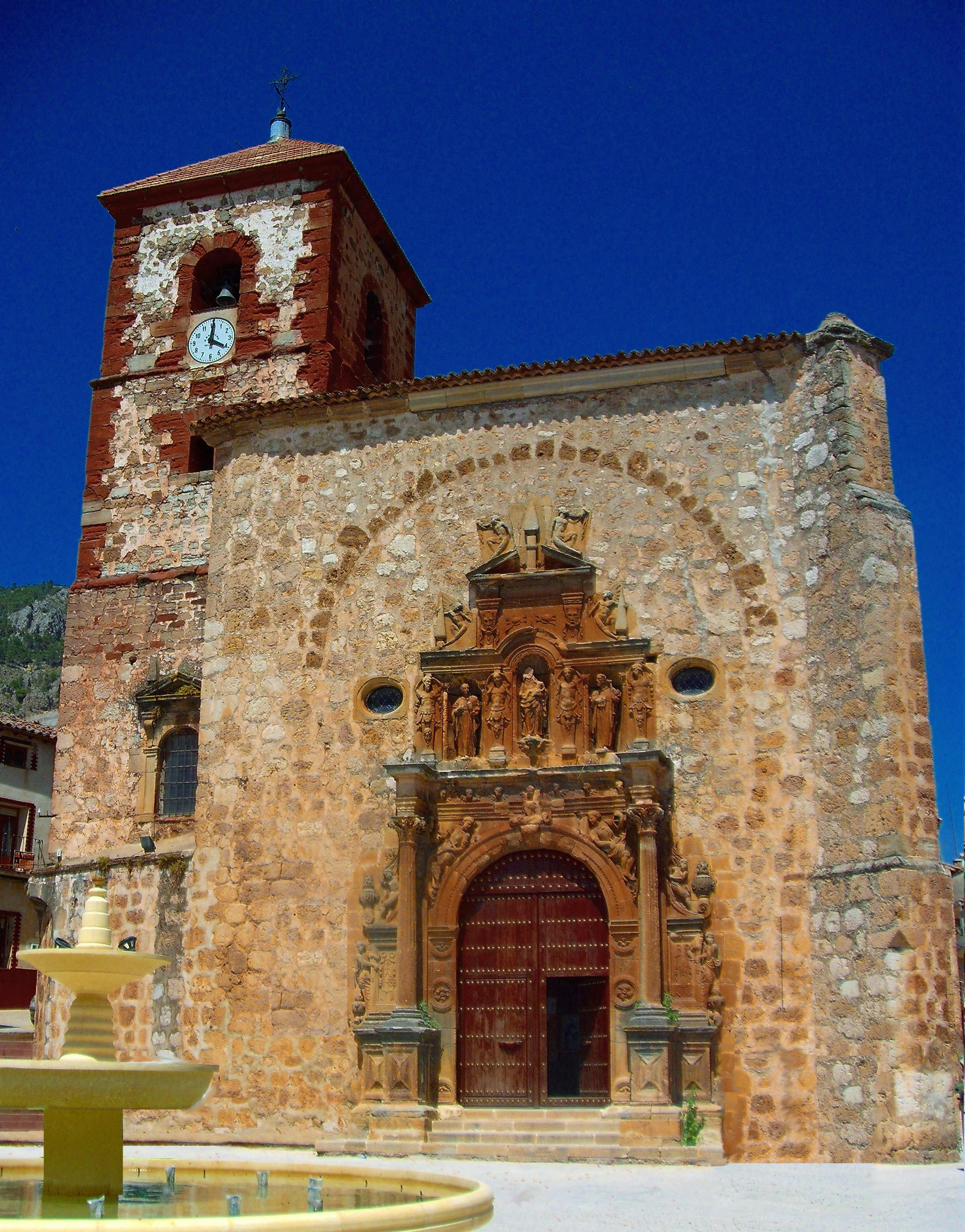
Fachada de la iglesia parroquial de Nuestra Señora de la Asunción de Orcera
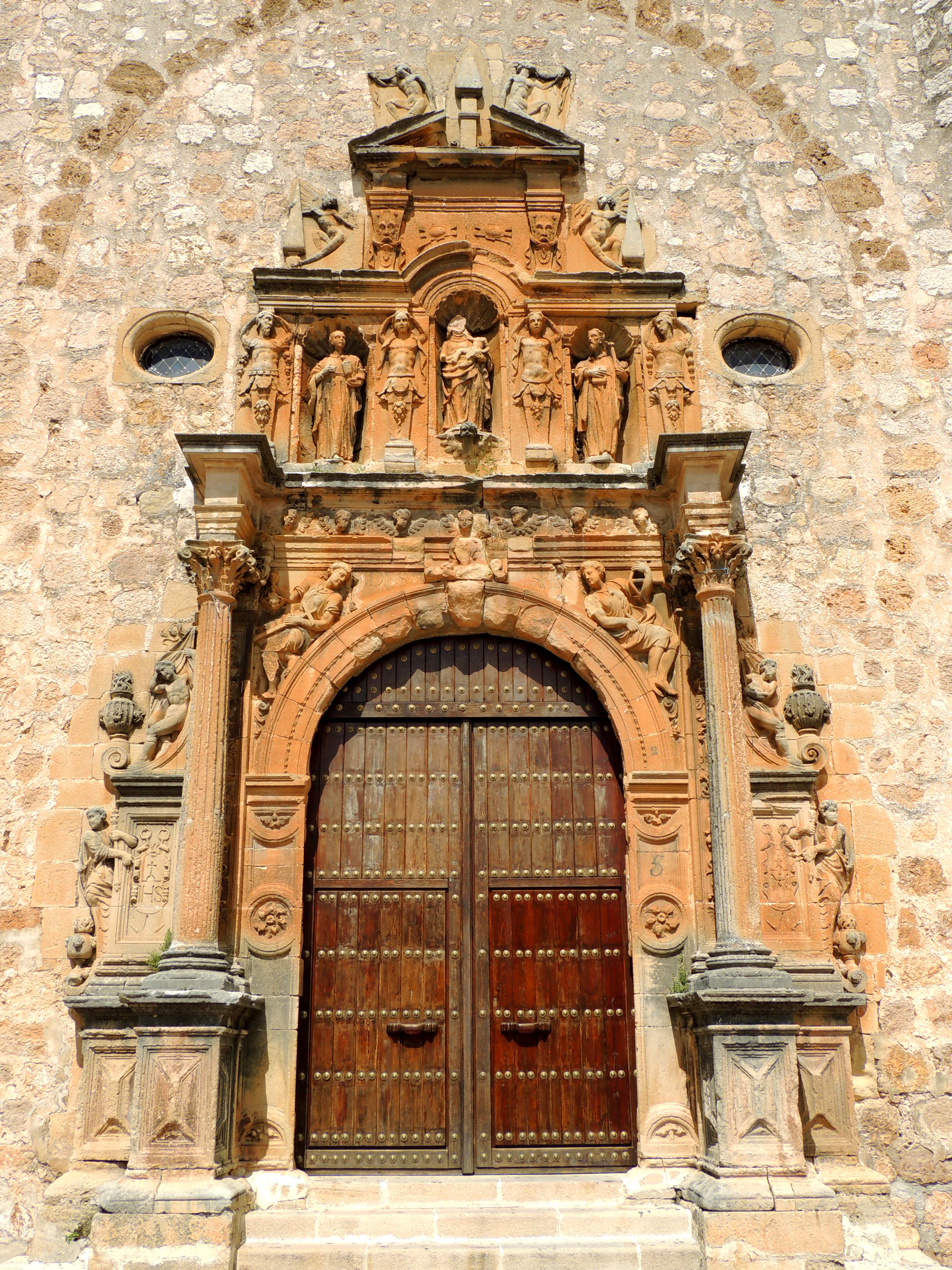
Portada manierista del templo, procedente del desaparecido monasterio franciscano de Nuestra Señora de la Peña, que se situaba a las afueras de Orcera
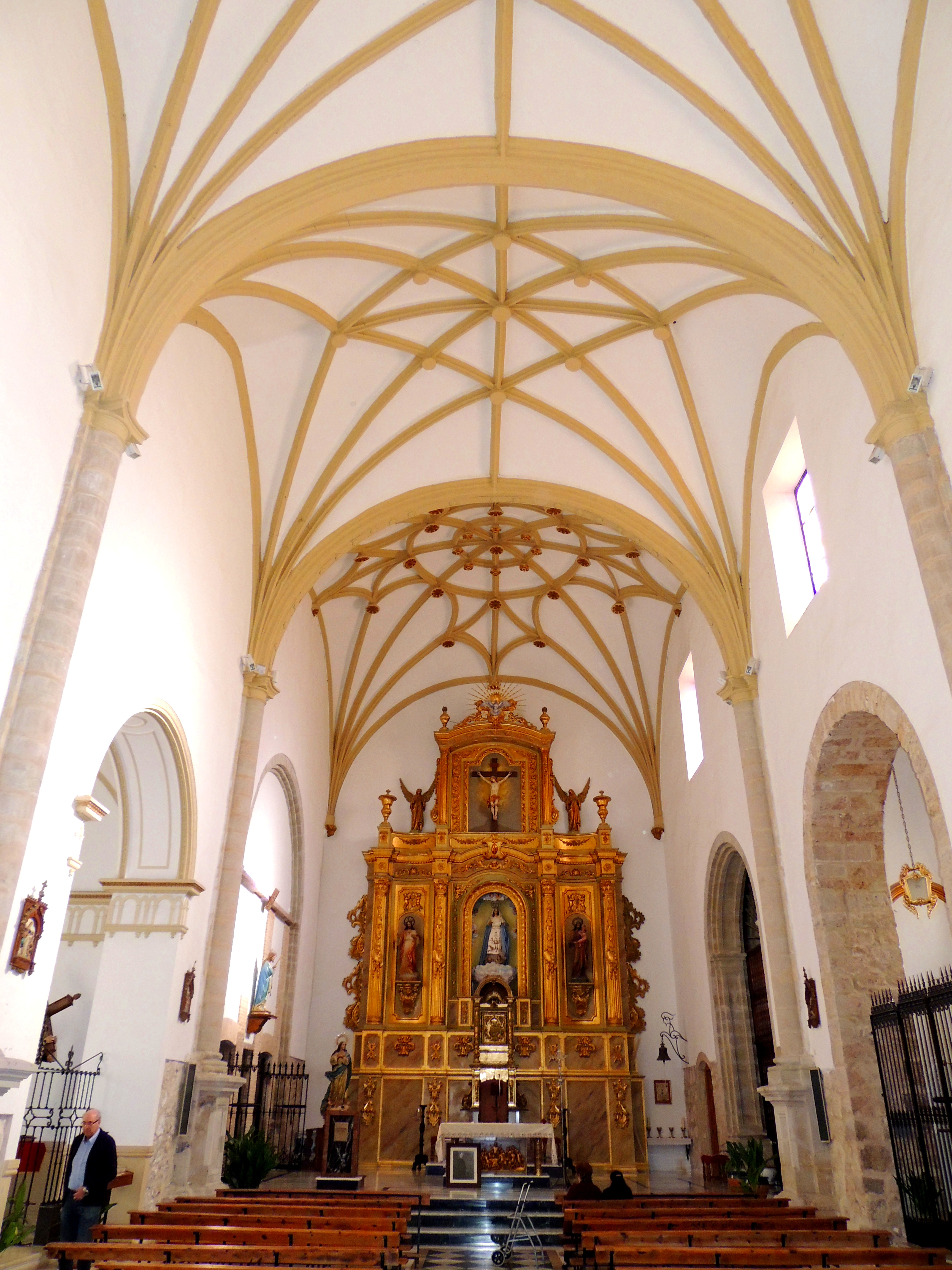
Interior de la Iglesia y retablo mayor al fondo

Fuente de los Chorros

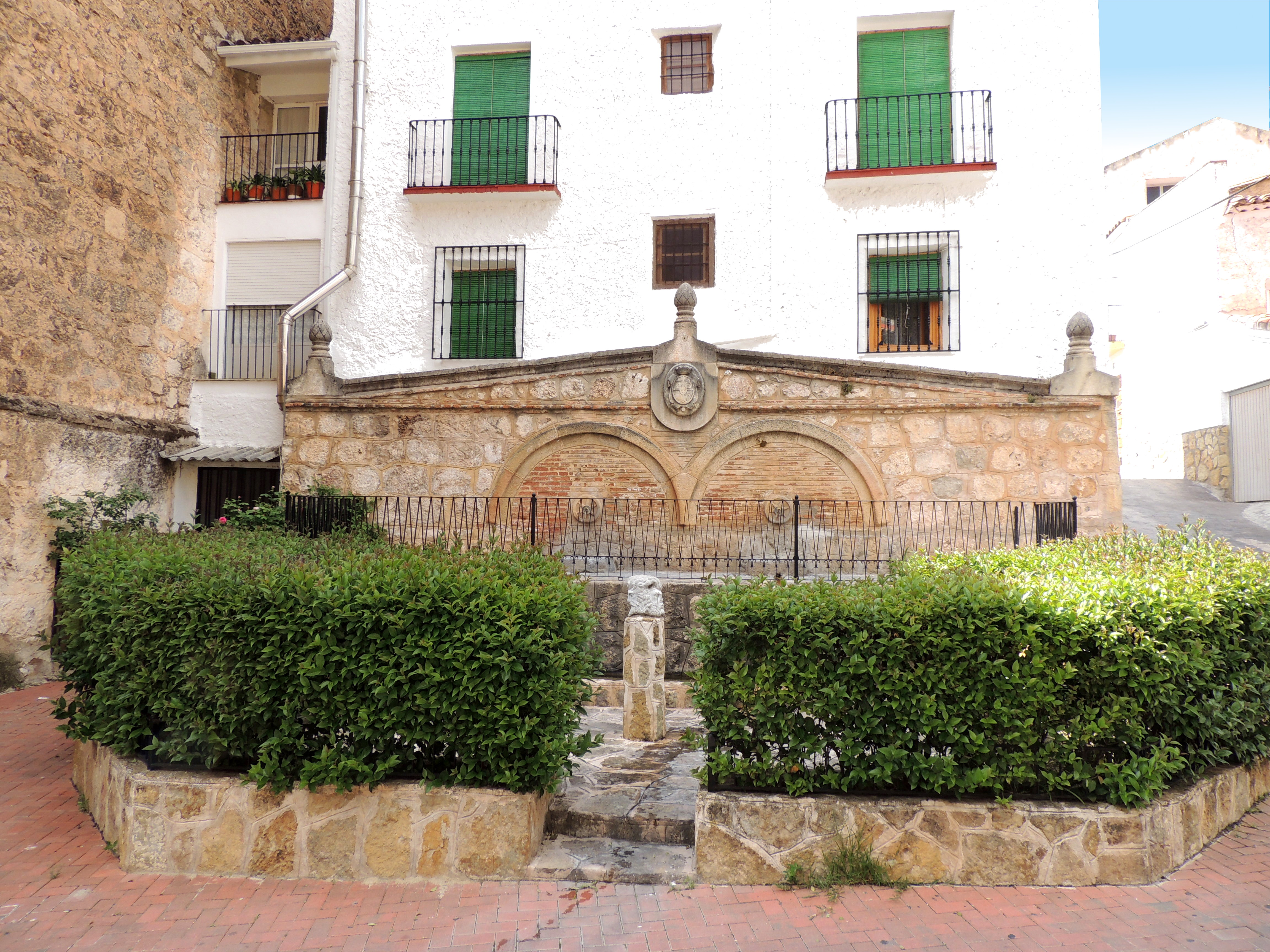
Fuente de los Chorros de Orcera

A las espaldas del templo parroquial, en un rincón del casco antiguo, se levanta esta fuente monumental realizada en piedra y ladrillo. Encastrada en la fachada de una vivienda, la fuente es de diseño apaisado, formada por un gran frontis se sillería algo irregular en cuya parte central se abren dos arcos de medio punto de tímpano en ladrillo de los que sobresalen sendos caños de bronce. Sobre el cuerpo principal, un gran frontón triangular en cuyo centro está reproducido, también en piedra, el escudo de la villa, elemento este último añadido ya en el siglo XX. Rematan el frontón un conjunto de grandes piñas esculpidas sobre basamentos, una en el centro y las otras dos en las esquinas. No existen datos sobre el origen de esta fuente, proponiéndose, dado el aire clásico de sus formas, dos momentos diferentes: la época coetánea a la construcción de la iglesia, es decir, el siglo XVI (pudiendo ser la «prinçipal fuente de dos cannos de hierro» situada en la plaza que mencionan las Relaciones de Felipe II de 1575 y trasladada posteriormente a su emplazamiento actual), o bien la época del neoclasicismo, teniendo en cuenta que Orcera se independiza como municipio en 1837 y esta fuente pudo erigirse para celebrar tan importante acontecimiento.
Ermita del Calvario

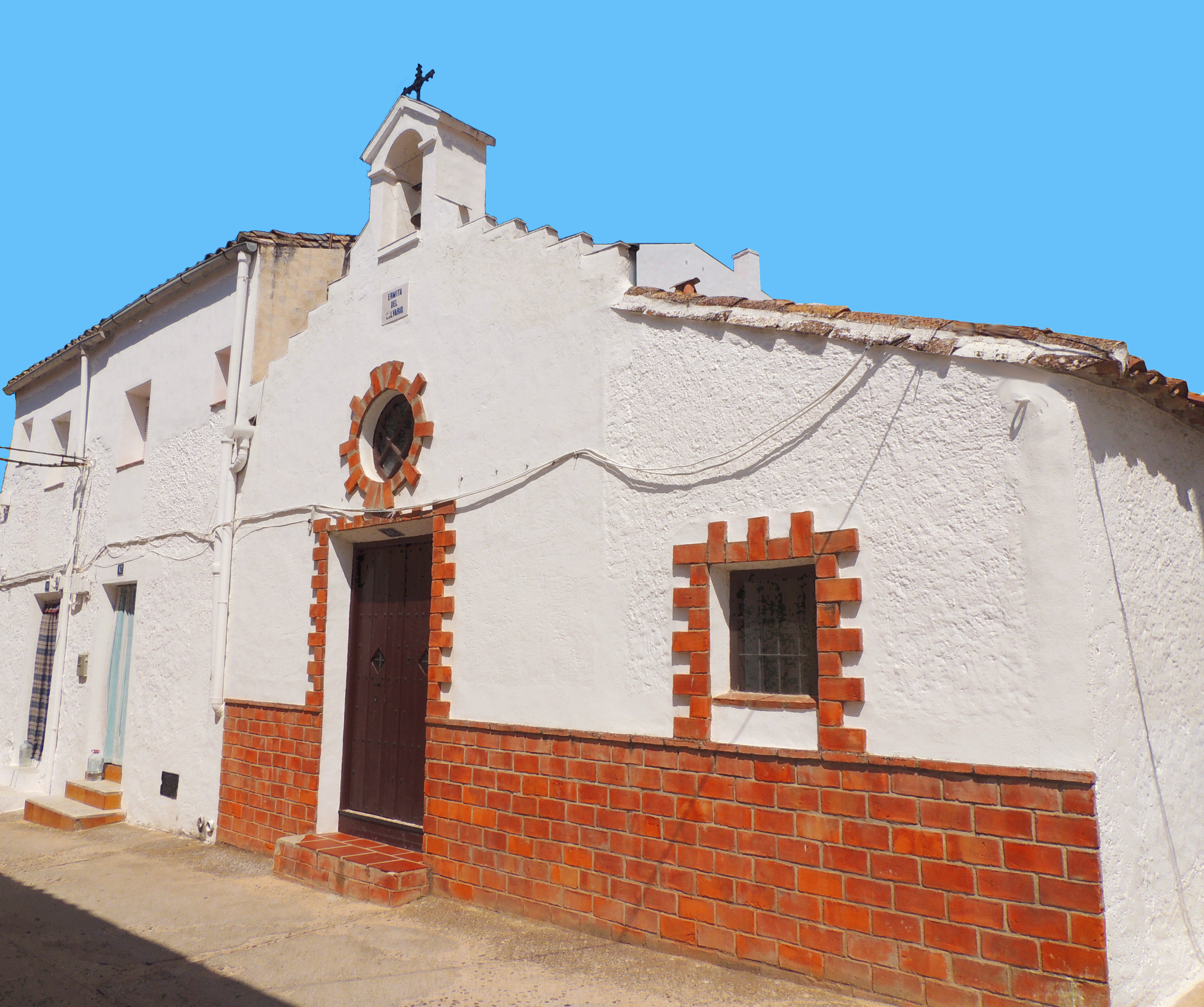
Ermita del Calvario (Orcera)

Se trata de un pequeño edificio de arquitectura popular, probablemente del siglo XVIII o XIX. Tiene planta rectangular y se cubre con sencilla techumbre adintelada y tejado a dos aguas, rematando el hastial de la fachada una sencilla espadaña. Guarda en su interior una interesante y antigua talla de Jesús Nazareno, algo más pequeña del tamaño natural, que es la única que se salvó de la destrucción durante la guerra civil.
Torres de Santa Catalina
Desde la población se divisan, al otro lado del cauce del río Orcera, tres torres musulmanas datadas en el siglo XII, momento en que los cristianos avanzan hacia el sur por tierras de La Mancha y el peligro de la frontera es cada vez más cercano, lo que requiere de un reforzamiento de las estructuras defensivas. Estas atalayas, junto con la que se levanta en la plaza de la Iglesia y que hace las veces de campanario del templo, constituirían la línea defensiva de la alquería islámica. Distan entre sí unos 400 m aproximadamente. Están realizadas en tapial de argamasa. De las tres torres, dos de ellas son gemelas y de forma troncopiramidal. Sin embargo, la torre I, la más cercana a Orcera, es más grande, de planta rectangular y contaba con un recinto fortificado a su alrededor, del que apenas quedan hoy restos. Fueron declaradas BIC con la categoría de monumento en 1985.

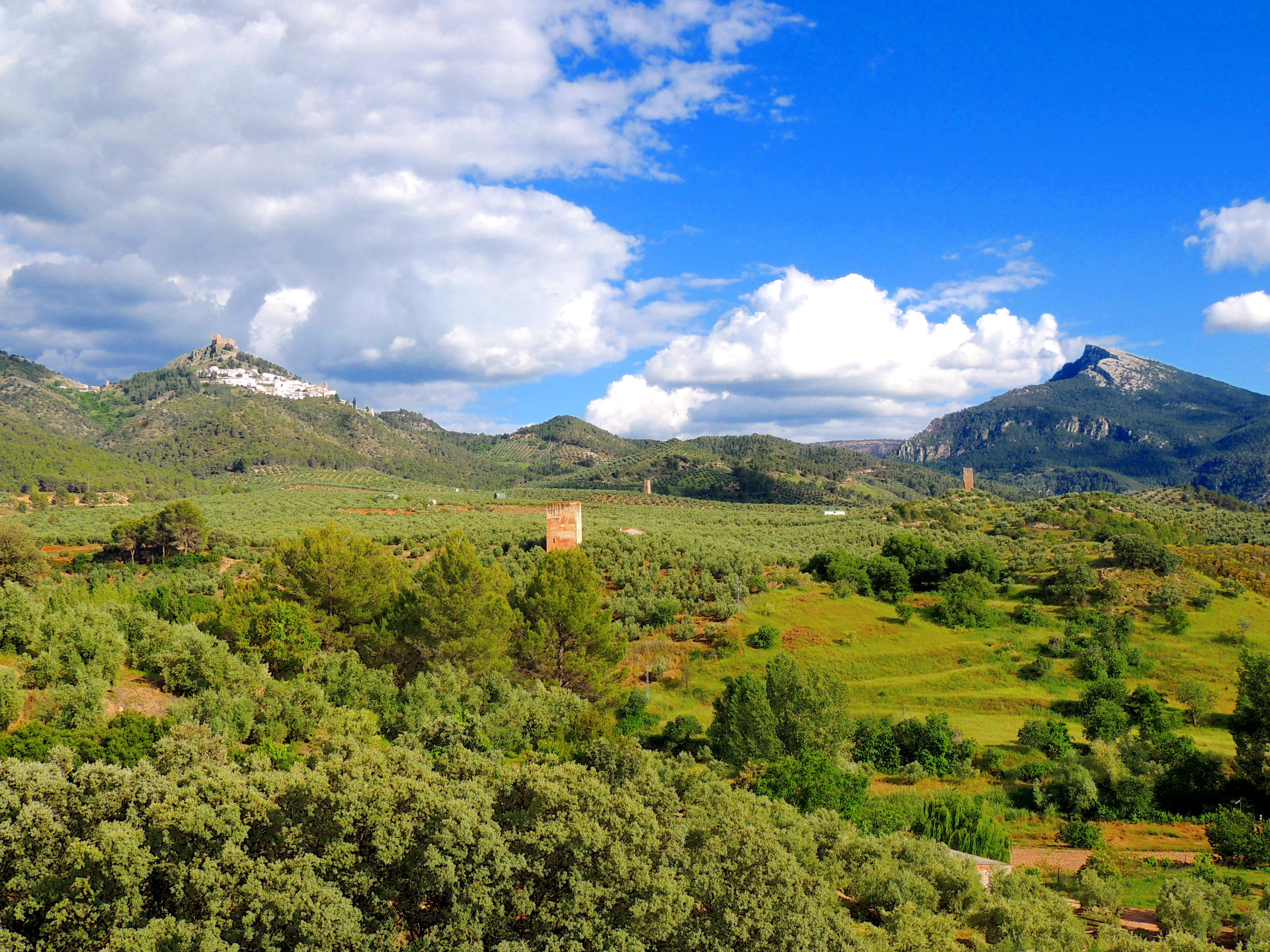
Torres de Santa Catalina vistas desde Orcera. Al fondo, a la derecha, el emblemático pico del Yelmo; a la izquierda, Segura de la Sierra
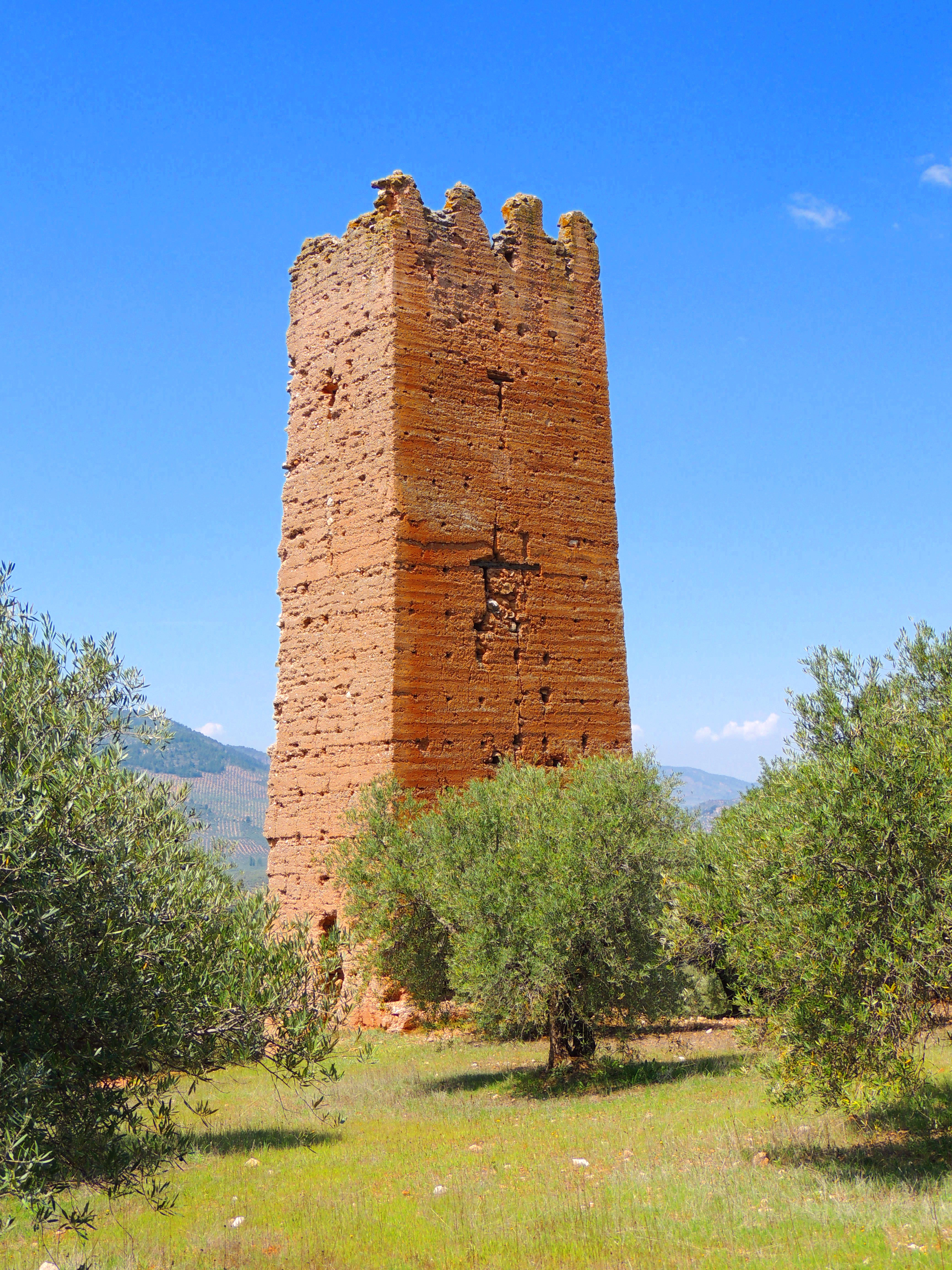
Una de las torres de Santa Catalina

### Instalaciones culturales
- Biblioteca municipal.
- Centro Guadalinfo de acceso a las TIC.
- Teatro municipal «Emilio de la Cruz». Inaugurado en 2012, posee 352 localidades,[56] lo que lo convierte en la infraestructura de este tipo de mayor capacidad en la comarca.

### Patrimonio inmaterial
Fiestas de Nuestra Señora de la Asunción

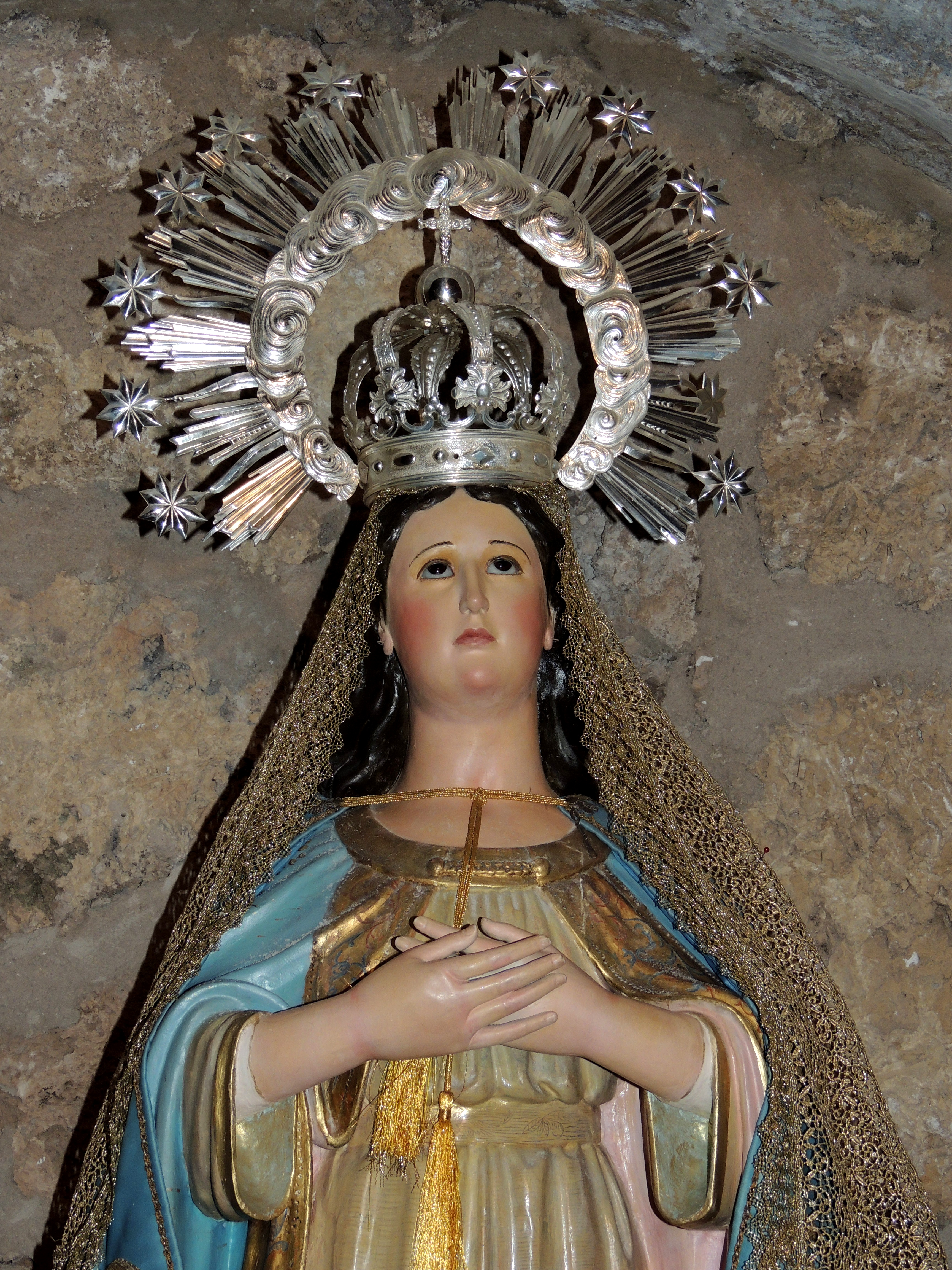
Nuestra Señora de la Asunción, patrona de Orcera.

Orcera celebra sus fiestas mayores en honor a su patrona, Nuestra Señora de la Asunción. La devoción a la Virgen de la Asunción se remonta, al menos, a principios del siglo XVII, cuando surge una cofradía propia. También la celebración de las fiestas en torno al 15 de agosto se remontan a esta centuria, institucionalizándose en la centuria siguiente, como demuestran diversos documentos conservados en el Archivo Municipal de Orcera.
Las fiestas tienen como actividades más destacables los tradicionales encierros de vaquillas por las calles -costumbre que trajeron los primeros repobladores cristianos del norte en el siglo XIII-, las verbenas nocturnas y la misa y procesión de la patrona el día 15 de agosto por la mañana.
Fiestas del Santísimo Cristo de la Vera-Cruz

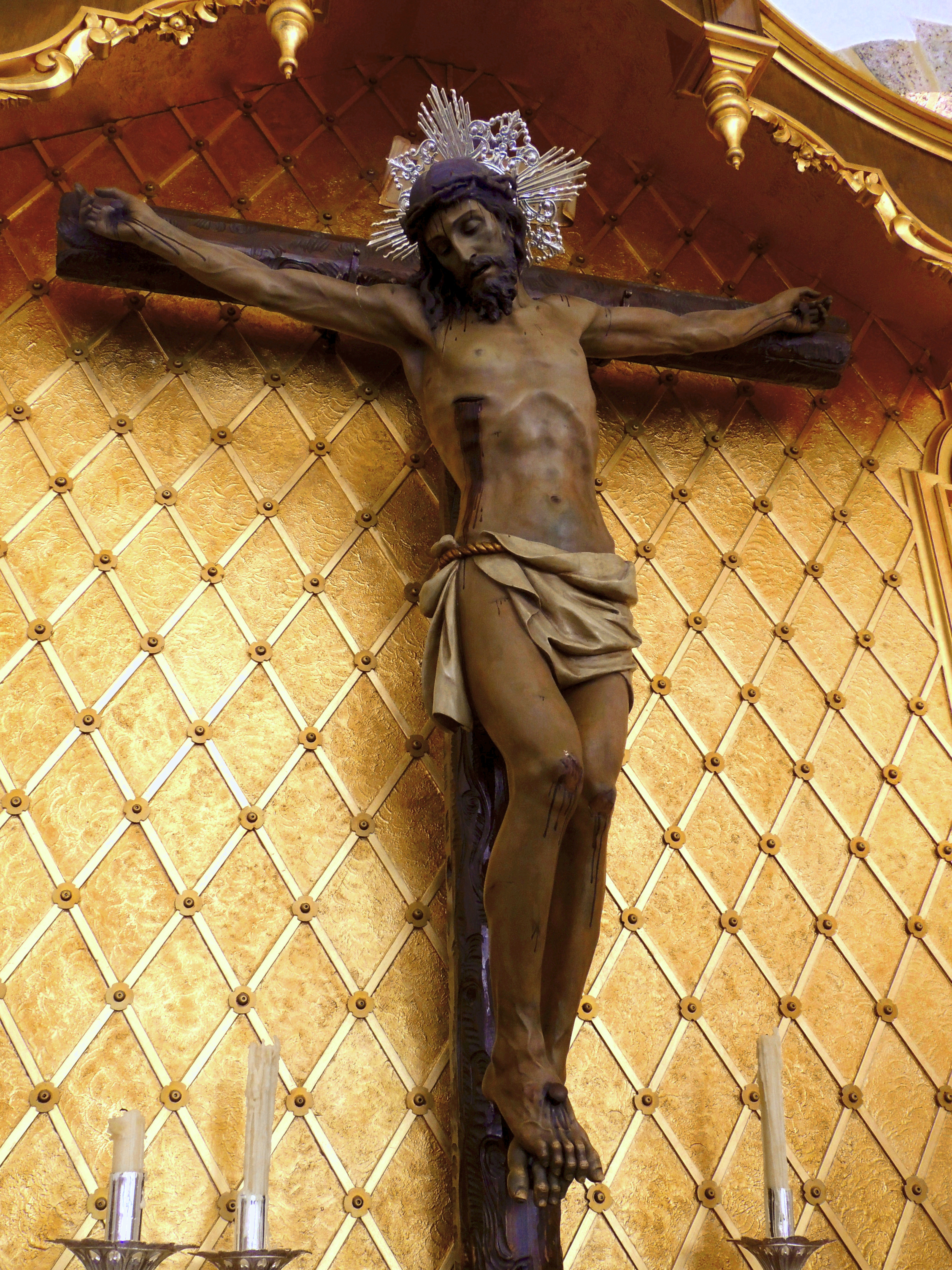
Santísimo Cristo de la Vera-Cruz, patrón de Orcera.

La devoción de los orcereños por la Vera-Cruz tiene su origen en la predicación que llevaron a cabo los padres franciscanos a raíz de la fundación del mencionado Convento de Santa María de la Peña a las afueras de Orcera. La extensión de la devoción por toda la comarca de la Sierra de Segura llevó a la pronta erección de cofradías en muchas localidades. La cofradía de la Vera-Cruz de Orcera fue de las primeras y se fundó en 1599.
Durante las fiestas también se celebran encierros de vaquillas. Por otro lado, la singularidad de la costumbre es que la imagen del patrón no sale en procesión, tan sólo en momentos especiales como rogativas públicas por escasez de lluvias.
Fiesta de la Candelaria
Durante el día de la Candelaria en Orcera existe la costumbre de pintar huevos cocidos y comer la rosca típica en el paraje del Convento, a la salida del pueblo por la carretera de Benatae. Se hacen corros y se cantan canciones.
Semana Santa
Una de las celebraciones más importantes del calendario festivo orcereño es la Semana Santa, que se vive con especial devoción, recogimiento e intensidad.
La Agrupación Local de Cofradías de Orcera está compuesta por un total de diez cofradías y fue la primera organización de este tipo que se fundó en la comarca de la Sierra de Segura, concretamente en 1948, por impulso del entonces párroco Don José Sola Llavero. Una vez alejados los fantasmas de la Guerra Civil -que tanto daño hizo al patrimonio religioso y a las cofradías orcereñas-, a finales de los años 1940 un grupo entusiasta de cristianos cofrades decide recuperar el antiguo esplendor de los desfiles procesionales, embarcándose en diferentes proyectos de refundación de las cofradías extinguidas por aquellos tristes sucesos, así como de creación de otras nuevas, pues ninguna imagen sobrevivió al fuego de la contienda. Gracias a aquel movimiento cofrade capitaneado por el mencionado sacerdote de la localidad, Orcera puede presumir hoy de poseer una grandiosa Semana Santa.
Las distintas cofradías de pasión son las siguientes:
- Cofradía de Jesús en su Entrada en Jerusalén.
- Cofradía del Santísimo Cristo de la Fraternidad.
- Cofradía de Nuestra Señora de la Esperanza.
- Cofradía de Jesús del Perdón atado a la Columna y Ecce Homo.
- Cofradía de Nuestro Padre Jesús Nazareno.
- Cofradía de San Juan Apóstol y Evangelista.
- Cofradía del Santísimo Cristo de la Expiración.
- Cofradía del Santo Entierro y Santo Sepulcro de Cristo.
- Cofradía de Nuestra Señora de los Dolores y Soledad.
- Cofradía de Cristo Resucitado y Nuestra Señora de la Asunción.

La Semana Santa da comienzo con el correspondiente pregón. Los desfiles procesionales se inauguran el Domingo de Ramos con la imagen de La Borriquilla y culminan el Domingo de Resurrección con la salida de Jesús Resucitado, al que acompaña la patrona de la localidad, Nuestra Señora de la Asunción. El Lunes Santo es el único día en el que no tienen lugar procesiones. Destacan algunos momentos de la Semana Santa de Orcera por su especial interés:
1. El Vía Crucis del Santísimo Cristo de la Fraternidad el Martes Santo por la noche por las estrechas calles del casco antiguo de la localidad, donde los vecinos encienden hogueras junto a las cuales se reza la correspondiente estación. Es una procesión en la que predomina el silencio y el recogimiento.
2. La procesión de Nuestra Señora de la Esperanza el Miércoles Santo por la noche, también por el casco antiguo. En este caso se reza el Santo Rosario.
3. El Encuentro entre Nuestro Padre Jesús Nazareno y Nuestra Señora de los Dolores en la procesión del Viernes Santo por la mañana. Los soldados romanos, con sus lanzas atravesadas, impiden que la Virgen se acerque a su hijo. En ese momento, un niño o niña vestido de ángel pronuncia estas palabras: «Soldaditos míos, de vuestro permiso espero, si no dejáis pasar a esta Señora, romperé las lanzas, aunque sean de acero». Entonces, los soldados romanos bajan las lanzas y dejan a María que se acerque a ver a su hijo, mientras todos los allí congregados, junto al centenario álamo a la entrada del pueblo, guardan un profundo silencio.
4. La procesión general o del Santo Entierro el Viernes Santo por la tarde, en la que participan todas las imágenes salvo la Borriquilla y el Resucitado.

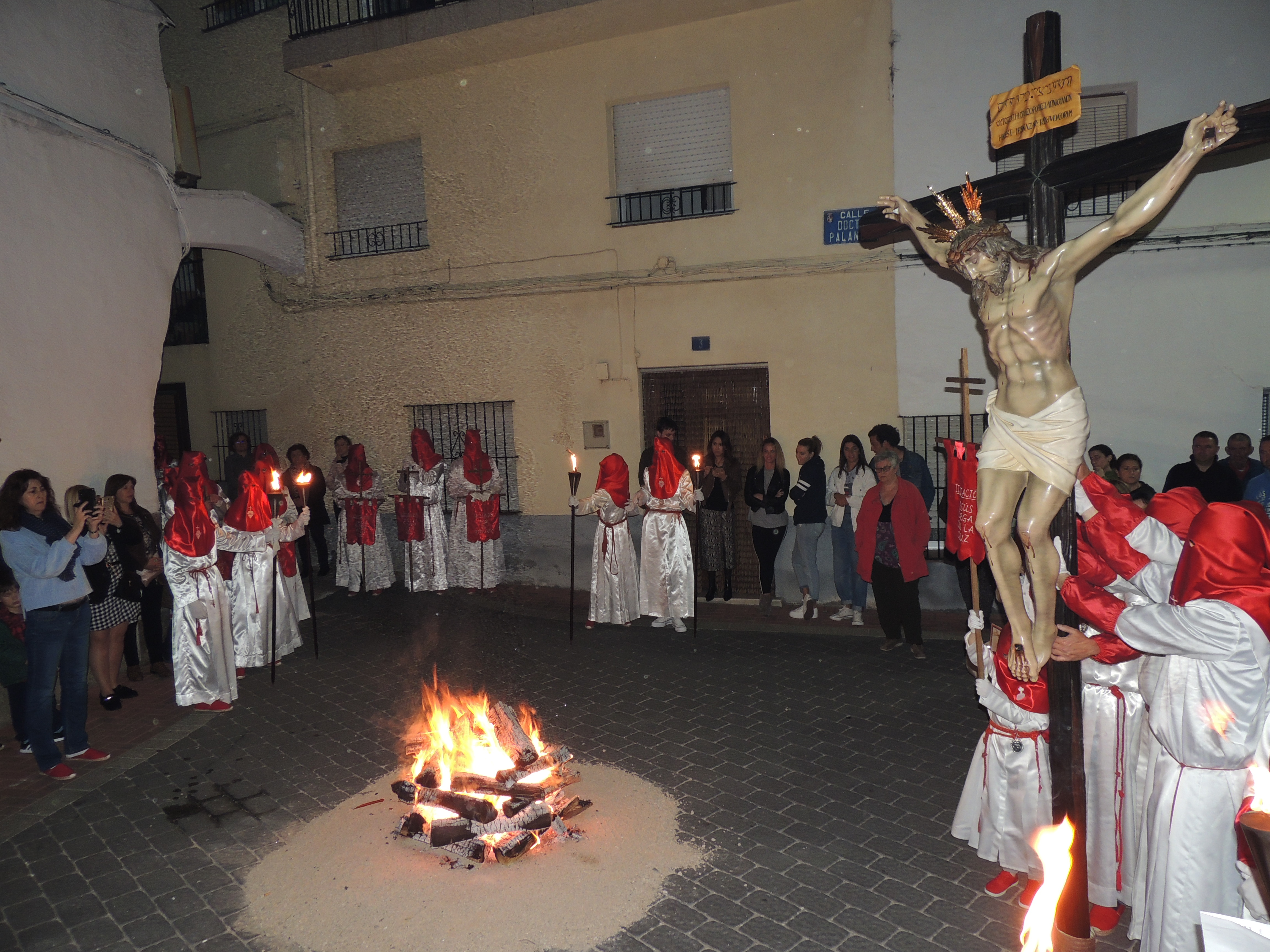
Cristo de la Fraternidad en su Vía Crucis el Martes Santo por la noche
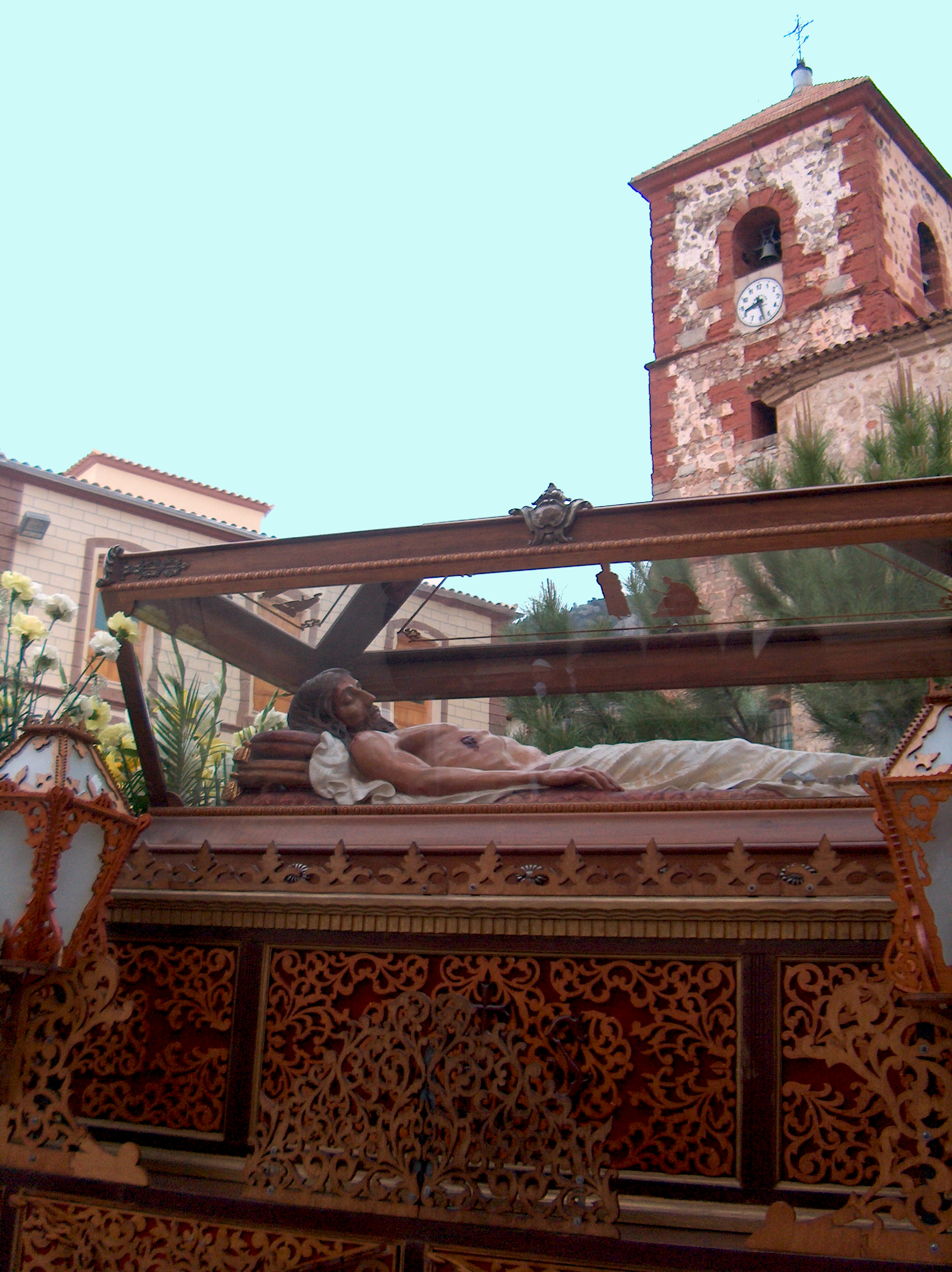
Procesión del Santo Entierro
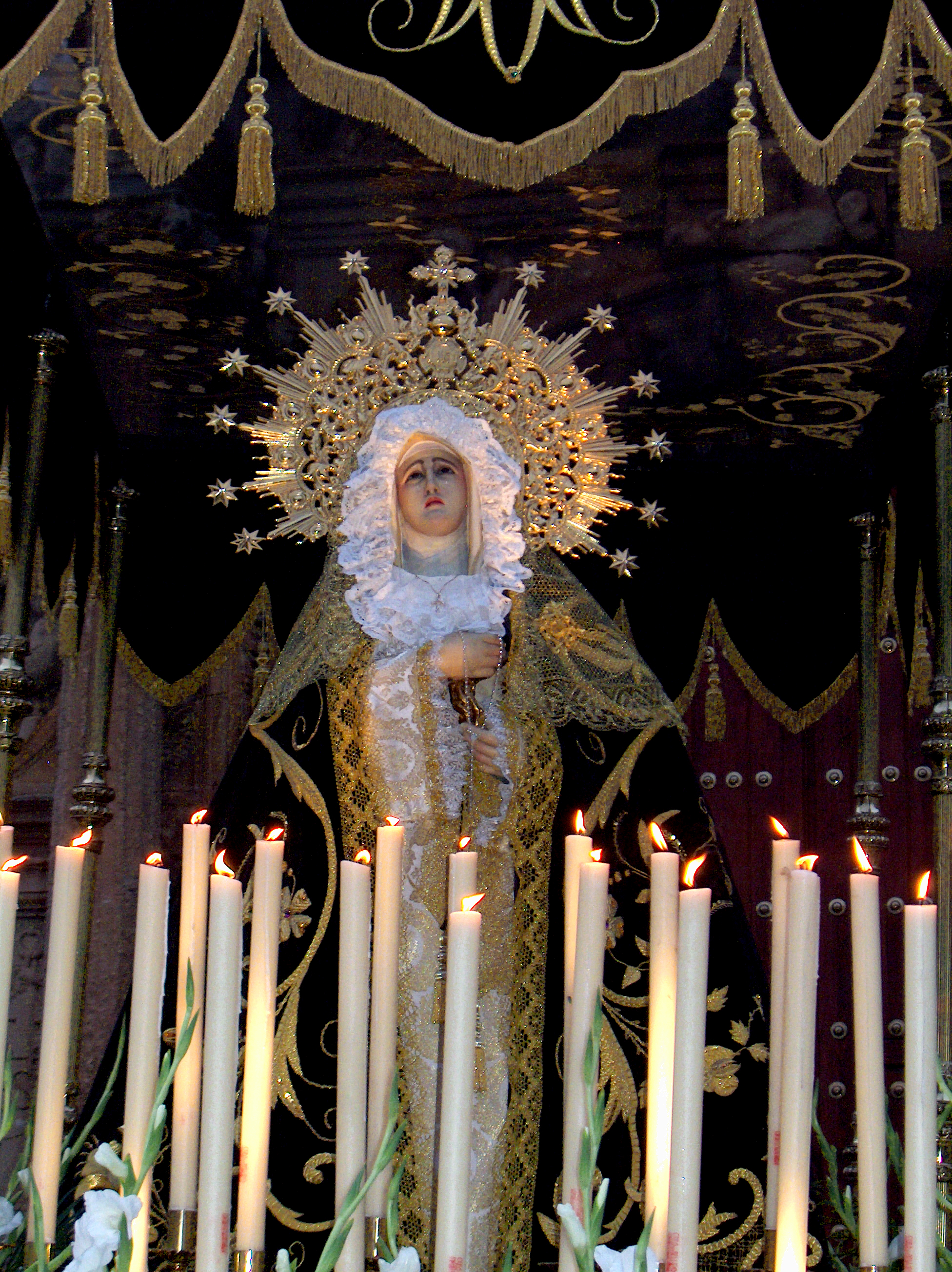
Nuestra Señora de los Dolores y Soledad

Romería de San Isidro
Los agricultores celebran a su patrón, San Isidro, el día 15 de mayo. En la jornada previa se lleva a cabo el traslado de la imagen de San Isidro desde la ermita del Calvario hasta la cooperativa de aceite. Al día siguiente tiene lugar la santa misa en los jardines de la residencia de ancianos de la localidad con la bendición de los campos, y a continuación la romería desde el pueblo hasta el cercano paraje de Amurjo. Junto a la gran piscina de Orcera los vecinos disfrutan de un día de convivencia y se bebe la tradicional cuerva, combinado de vino rebajado con agua, azúcar y trozos de frutas.
Fiestas de Cantarranas
Cantarranas fue el barrio de expansión de Orcera a partir de la década de los años 1950. El corazón del barrio es la plaza de la Virgen de Fátima, donde cada primer fin de semana de julio se celebran las fiestas del barrio. Destacan las verbenas nocturnas y las comidas de hermandad.

## Deporte
En este pueblo considerado como el centro neurálgico de la sierra de Segura, el deporte más antiguo es conocido como bolos serranos y se practica en unas pequeñas pistas de albero que están repartidas por todo el pueblo. Se encuentran en:
- Parque de Cantarranas.
- El Convento.
- Paraje natural de Amurjo.

La singularidad de los bolos serranos radica en que, a diferencia de las modalidades más extendidas y conocidas, no se trata sólo de derribar los bolos, que aquí se llaman mingos, sino que se premia el lanzarlos lo más lejos posible tras el impacto con la bola. En el norte de España existen algunas modalidades que tienen el mismo objetivo y que reciben el nombre genérico de pasabolo. Existen dos modalidades:
- Bolo jienense valle. La modalidad de valle se juega con tres mingos y conserva normas y lances de juego que proceden de los bolos medievales (birlos), siendo la más antigua, aunque menos practicada, de las dos que actualmente existen. Se trata de un juego de bolos mixto (pasabolo y derribo).
- Bolo jienense montaña. La modalidad de montaña, o alta montaña, es una derivación de la anterior y se juega sólo con un bolo, donde se suprime material y lances en el juego –economía serrana-, siendo la única modalidad peninsular que presenta esta característica. Se trata de un juego de pasabolo puro.

En Orcera también se juega a la petanca, otro deporte de antaño que se practica en las mismas instalaciones.
También se practican los siguientes deportes:
- Fútbol: hay un campo local, situado en el barrio de Cantarranas. Para fútbol sala está el pabellón cubierto de Amurjo, frente a la Casa de la Cultura.
- Tenis: se practica en la pista polideportiva local, en Amurjo.
- Pádel: en Orcera existen unas instalaciones para practicar este deporte, las cuales se encuentran también en el paraje de Amurjo.

Desde la concejalía de deportes se organizan todo tipo de eventos:
- Campeonatos de pádel: Torneo Villa de Orcera (junio) y el Campeonato de Pádel, con motivo de las fiestas de la Asunción (del 10 al 15 de agosto).
- Campeonato de tenis (del 10 al 15 agosto).
- Campeonato de tenis de mesa (del 10 al 15 de agosto).
- Campeonato fútbol sala.
- Freestyle motos.
- Ruta cicloturista mountain bike.